# Veszélyeztetett állatfajok listája
Az alábbi a lista azokat az állatfajokat, illetve alfajokat tartalmazza, amelyek a Természetvédelmi Világszövetség Vörös Listáján a Veszélyeztetett (Endangered) besorolást kapták.
A lista a Vörös Lista 2010-es változatán alapszik. Eszerint 2573 állatfaj tartozik a „Veszélyeztetett” kategóriába.

## Annelida

### Clitellata

#### Megadrilaceae

##### Megascolecidae
- Diporochaeta pounamu
- Diporochaeta radula
- Driloleirus macelfreshi
- Megascolides australis
- Tokea huttoni
- Tokea kirki
- Tokea unipapillata
- Zacharius obo

##### Moniligastridae
- Drawida moriokaensis

#### Opisthopora

##### Octochaetidae
- Deinodrilus gorgon
- Deinodrilus medusa
- Octochaetus diememoratio
- Octochaetus kenleei

## Arthropoda

### Arachnida

#### Araneae

##### Araneidae
- Larinia dasia
- Prasonica anarillea
- Prasonicella marsa

##### Barychelidae
- Sason sechellanum

##### Clubionidae
- Clubiona mahensis
- Clubiona nigrimaculosa

##### Lycosidae
- Adelocosa anops
- Vesubia jugorum

##### Nephilidae
- Nephilingis borbonica
- Nephilingis dodo

##### Oonopidae
- Gamasomorpha mornensis
- Ischnothyreus serpentinum
- Lionneta mahensis
- Lionneta orophila
- Lionneta praslinensis
- Lionneta savyi
- Lionneta sechellensis
- Lionneta silhouettei
- Lionneta veli
- Orchestina justini
- Orchestina sechellorum
- Patri david
- Prida sechellensis
- Stenoonops opisthornatus

##### Pholcidae
- Cenemus mikehilli
- Cenemus silhouette

##### Salticidae
- Baviola luteosignata
- Cynapes wrighti
- Hispo alboclypea
- Hispo striolata
- Microbianor golovatchi
- Pseudicius seychellensis
- Sadies gibbosa
- Sadies trifasciata
- Salpesia soricina

##### Scytodidae
- Scytodes pholcoides

##### Symphytognathidae
- Anapistula seychellensis

##### Telemidae
- Seychellia wiljoi

##### Tetrablemmidae
- Mariblemma pandani
- Tetrablemma benoiti

##### Tetragnathidae
- Tylorida mornensis

##### Theraphosidae
- Haploclastus kayi
- Poecilotheria formosa
- Poecilotheria miranda
- Poecilotheria rufilata

##### Theridiidae
- Argyrodes chionus
- Bardala labarda
- Dipoena hasra
- Dipoena pristea
- Euryopis helcra
- Nanume naneum
- Phycosoma menustya
- Rhomphaea recurvata
- Robertia braueri
- Theridion cloxum
- Theridion mehlum
- Theridion nagorum
- Theridion palanum

##### Thomisidae
- Firmicus insularis

#### Holothyrida

##### Holothyridae
- Sternothyrus braueri

#### Opiliones

##### Biantidae
- Biantes albimanus
- Biantes minimus

##### Oncopodidae
- Gnomulus bedoharvengorum

##### Podoctidae
- Ibalonius bimaculatus
- Ibalonius inscriptus
- Ibalonius karschii

##### Samoidae
- Mitraceras pulchra
- Samoa sechellana

#### Oribatida

##### Scheloribatidae
- Scheloribates evanescens

#### Pseudoscorpion

##### Atemnidae
- Anatemnus seychellesensis

##### Syarinidae
- Ideoblothrus seychellesensis

##### Tridenchthoniidae
- Compsaditha seychellensis

#### Schizomida

##### Hubbardiidae
- Anepsiozomus sobrinus
- Apozomus gerlachi

#### Scorpiones

##### Buthidae
- Isometrus deharvengi

### Branchiopoda

#### Anostraca

##### Branchinectidae
- Branchinecta conservatio
- Branchinecta longiantenna
- Branchinecta sandiegonensis

##### Streptocephalidae
- Streptocephalus dendrophorus
- Streptocephalus dendyi
- Streptocephalus guzmani
- Streptocephalus woottoni
- Streptocephalus zuluensis

##### Thamnocephalidae
- Branchinella alachua

#### Notostraca

##### Triopsidae
- Lepidurus packardi

### Chilopoda

#### Geophilomorpha

##### Mecistocephalidae
- Mecistocephalus megalodon

#### Lithobiomorpha

##### Lithobiidae
- Australobius abbreviatus
- Australobius inflatitarsis
- Australobius sechellarum

#### Scutigeromorpha

##### Scutigeridae
- Seychellonema gerlachi

### Diplopoda

#### Polyzoniida

##### Siphonotidae
- Rhinotus densepilosus
- Rhinotus vanmoli

#### Siphonophorida

##### Siphonophoridae
- Gonatotrichus silhouettensis
- Pterozonium tropiphorum

#### Sphaerotheriidae

##### Arthrosphaeridae
- Sphaeromimus inexpectatus
- Zoosphaerium arborealis
- Zoosphaerium solitarium
- Zoosphaerium tainkintana

##### Zephroniidae
- Sechelliosoma forcipatum

#### Spirobolida

##### Pachybolidae
- Alluviobolus antanosy
- Alluviobolus tsimelahy
- Aphistogoniulus aridus
- Aphistogoniulus hova
- Aphistogoniulus infernalis
- Aphistogoniulus jeekeli
- Aphistogoniulus sanguineus
- Colossobolus aculeatus
- Colossobolus semicyclus
- Eucarlia hoffmani
- Eucarlia urophora
- Flagellobolus pauliani
- Riotintobolus aridus
- Spiromanes braueri
- Spiromanes sechellarum

##### Spirobolellidae
- Hylekobolus griseus

#### Spirostreptida

##### Spirostreptidae
- Doratogonus furculifer
- Doratogonus infragilis
- Doratogonus minor
- Doratogonus rubipodus
- Doratogonus septentrionalis
- Doratogonus zuluensis
- Sechelleptus seychellarum

### Insecta

#### Archaeognatha

##### Machilidae
- Trigoniophthalmus borgesi

#### Blattodea

##### Ectobiidae
- Hololeptoblatta minor
- Miriamrothschildia aldabrensis
- Miriamrothschildia biplagiata
- Miriamrothschildia mahensis
- Theganopteryx lunulata
- Theganopteryx minuta

##### Nocticolidae
- Nocticola gerlachi

#### Coleoptera

##### Anthicidae
- Anthicus sacramento

##### Anthribidae
- Acarodes gutta
- Homoeodera coriacea
- Homoeodera globulosa
- Valenfriesia aenea
- Valenfriesia bewicki
- Valenfriesia dalei
- Valenfriesia grayii
- Valenfriesia rufopicta
- Valenfriesia subfasciata

##### Buprestidae
- Buprestis splendens

##### Carabidae
- Cedrorum azoricus
- Eustra honchongensis
- Trechus picoensis
- Trechus terrabravensis

##### Cerambycidae
- Anaglyptus luteofasciatus
- Anaglyptus praecellens
- Callidium libani
- Crotchiella brachyptera
- Drymochares cylindraceus
- Drymochares truquii
- Glaphyra bassetti
- Glaphyra tenuitarsis
- Isotomus jarmilae
- Isotomus theresae
- Neomarius gandolphii
- Poecilium gudenzii
- Poecilium kasnaki
- Pseudogaurotina excellens
- Pseudomyrmecion ramalinum
- Pseudosphegesthes bergeri
- Ropalopus ungaricus
- Semanotus algiricus
- Vesperella maroccana
- Xylotoles costatus

##### Cetoniidae
- Gnorimus baborensis
- Gnorimus decempunctatus
- Osmoderma cristinae
- Osmoderma italica
- Osmoderma lassallei

##### Cicindelidae
- Cicindela columbica
- Cicindela puritana

##### Ciidae
- Atlantocis gillerforsi

##### Cleridae
- Opilo orocastaneus

##### Cucujidae
- Cucujus tulliae

##### Curculionidae
- Calacalles droueti
- Drouetius azoricus
- Drouetius borgesi
- Drouetius oceanicus
- Gymnopholus lichenifer
- Phloeosinus gillerforsi
- Pseudechinosoma nodosum

##### Dynastidae
- Calicnemis latreillei
- Calicnemis obesa sardiniensis

##### Dytiscidae
- Agabus clypealis
- Agabus discicollis
- Agabus godmanni
- Agabus hozgargantae
- Deronectes aljibensis
- Graptodytes delectus
- Hydroporus guernei
- Hydrotarsus pilosus
- Rhantus alutaceus
- Rhithrodytes agnus

##### Elateridae
- Ampedus assingi
- Ampedus quadrisignatus
- Ampedus rifensis
- Athous azoricus
- Heteroderes azoricus
- Limoniscus violaceus
- Stenagostus sardiniensis

##### Erotylidae
- Triplax castanea
- Triplax emgei

##### Geotrupidae
- Ceratophyus martinezi
- Ceratophyus rossii
- Thorectes balearicus
- Thorectes baraudi
- Thorectes castillanus
- Thorectes catalonicus
- Thorectes chersinus
- Thorectes coiffaiti
- Thorectes distinctus
- Thorectes hernandezi
- Thorectes hispanus
- Thorectes orocantabricus
- Thorectes punctatissimus
- Thorectes punctatolineatus
- Thorectes puncticollis
- Thorectes sardous
- Thorectes variolipennis
- Typhaeus hiostius
- Typhaeus momus

##### Latridiidae
- Metophthalmus occidentalis

##### Lucanidae
- Colophon barnardi
- Colophon eastmani
- Colophon haughtoni
- Colophon thunbergi
- Colophon whitei
- Dorcus alexisi

##### Scarabaeidae
- Ahermodontus ambrosi
- Ateuchus ambiguus
- Canthonella gomezi
- Cheirotonus jambar
- Cryptocanthon altus
- Cryptocanthon nebulinus
- Cryptocanthon punctatus
- Dichotomius eucranioides
- Dichotomius schiffleri
- Endroedyolus paradoxus
- Heptaulacus gadetinus
- Mellissius adumbratus
- Nimbus anyerae
- Onoreidium howdeni
- Onthophagus aureofuscus
- Proagoderus uluguru
- Sarophorus punctatus
- Scybalocanthon arcabuquensis

##### Staphylinidae
- Euconnus azoricus
- Phloeostiba azorica

##### Tenebrionidae
- Allecula suberina
- Corticeus bicoloroides
- Corticeus vanmeeri
- Corticeus versipellis
- Harvengia vietnamita
- Mycetochara flavipennis

##### Trogossitidae
- Leipaspis pinicola

##### Zopheridae
- Diodesma besucheti
- Pycnomerus italicus
- Tarphius azoricus
- Tarphius besucheti
- Tarphius furtadoi
- Tarphius tornvalli

#### Dermaptera

##### Anisolabididae
- Anisolabis scotti

#### Diptera

##### Blepharoceridae
- Edwardsina gigantea

##### Psychodidae
- Boreofairchildia nearctica

#### Ephemeroptera

##### Oniscigastridae
- Tasmanophlebi lacuscoerulei

#### Grylloblattodea

##### Grylloblattidea
- Namkungia biryongensis

#### Hemiptera

##### Cicadellidae
- Aphrodes hamiltoni

##### Cixiidae
- Cixius azofloresi
- Cixius azomariae
- Cixius azopicavus

##### Psyllidae
- Acizzia mccarthyi

#### Hymenoptera

##### Andrenidae
- Andrena stepposa
- Flavipanurgus granadensis

##### Apidae
- Ammobates melectoides
- Bombus brachycephalus
- Bombus crotchii
- Bombus dahlbomii
- Bombus fraternus
- Bombus haueri
- Bombus inexspectatus
- Bombus reinigiellus
- Bombus steindachneri

##### Colletidae
- Colletes merceti
- Colletes sierrensis
- Colletes wolfi

##### Halictidae
- Halictus carinthiacus
- Halictus microcardia
- Lasioglossum breviventre

##### Melittidae
- Dasypoda frieseana

#### Lepidoptera

##### Argyresthiidae
- Argyresthia minusculella

##### Gelechiidae
- Brachmia infuscatella

##### Gracillariidae
- Caloptilia bistrigella

##### Hesperiidae
- Ocybadistes knightorum

##### Lycaenidae
- Acrodipsas illidgei
- Agriades zullichi
- Aloeides nubilus
- Arawacus aethesa
- Joiceya praeclarus
- Maurus vogelli
- Nirodia belphegor
- Orachrysops niobe
- Oxychaeta dicksoni
- Paralucia spinifera
- Poecilmitis rileyi
- Poecilmitis swanepoeli
- Polyommatus dama
- Polyommatus humedasae
- Polyommatus theresiae
- Pseudophilotes fatma
- Trimenia wallengrenii

##### Noctuidae
- Graphania granti

##### Nymphalidae
- Amauris comorana
- Arethusana aksouali
- Euploea albicosta
- Euploea caespes
- Euploea mitra
- Euploea tripunctata
- Hipparchia christenseni
- Hipparchia sbordonii
- Ideopsis hewitsonii
- Lasiommata meadewaldoi
- Maniola halicarnassus
- Parantica kuekenthali
- Parantica marcia
- Parantica milagros
- Parantica schoenigi
- Parantica sulewattan
- Parantica timorica
- Pararge xiphia
- Pseudochazara amymone
- Pseudochazara euxina
- Tiradelphe schneideri

##### Papilionidae
- Graphium levassori
- Graphium sandawanum
- Ornithoptera alexandrae
- Papilio aristophontes
- Papilio chikae
- Papilio homerus
- Papilio moerneri

##### Pieridae
- Gonepteryx maderensis
- Pieris cheiranthi

##### Sphingidae
- Tinostoma smaragditis

##### Stathmopodidae
- Neomariania scriptella

##### Tineidae
- Eudarcia atlantica

#### Mantodea

##### Mantidae
- Pseudoyersinia canariensis

#### Odonata

##### Aeshnidae
- Acanthaeschna victoria
- Austroaeschna ingrid
- Austroaeschna muelleri
- Boyeria cretensis
- Planaeschna ishigakiana ishigakiana
- Planaeschna ishigakiana nagaminei
- Planaeschna risi sakishimana
- Rhionaeschna caligo
- Rhionaeschna galapagoensis
- Sarasaeschna kunigamiensis
- Staurophlebia bosqi

##### Argiolestidae
- Allolestes maclachlanii
- Nesolestes pauliani

##### Austropetaliidae
- Phyllopetalia altarensis

##### Calopterygidae
- Caliphaea angka
- Calopteryx exul
- Calopteryx hyalina
- Calopteryx syriaca
- Matrona japonica
- Sapho puella
- Umma mesumbei
- Umma purpurea

##### Chlorocyphidae
- Africocypha centripunctata
- Africocypha varicolor
- Chlorocypha schmidti
- Libellago balus
- Platycypha auripes
- Platycypha inyangae
- Rhinocypha hageni
- Rhinocípha orea
- Rhinocypha uenoi
- Stenocypha hasta

##### Chlorogomphidae
- Chlorogomphus brunneus brunneus
- Chlorogomphus okinawensis

##### Coenagrionidae
- Acanthagrion williamsoni
- Aciagrion fasciculare
- Agriocnemis ruberrima ruberrima
- Ceriagrion citrinum
- Coenagriocnemis insulare
- Coenagriocnemis rufipes
- Drepanoneura donnellyi
- Ischnura gemina
- Mesamphiagrion demarmelsi
- Mesamphiagrion gaudiimontanum
- Mesamphiagrion nataliae
- Mesamphiagrion santainense
- Microneura caligata
- Oreocnemis phoenix
- Proischnura polychromatica
- Pseudagrion arabicum
- Pseudagrion torridum hulae
- Pseudagrion vumbaense
- Telebasis flammeola

##### Cordulegastridae
- Cordulegaster helladica
- Cordulegaster helladica buchholzi
- Cordulegaster helladica helladica
- Cordulegaster sarracenia

##### Corduliidae
- Hemicordulia apoensis
- Hemicordulia mindana nipponica
- Hemicordulia ogasawarensis
- Procordulia lompobatang

##### Euphaeidae
- Bayadera ishigakiana

##### Gomphidae
- Asiagomphus amamiensis amamiensis
- Asiagomphus amamiensis okinawanus
- Asiagomphus coreanus
- Asiagomphus yayeyamensis
- Epigomphus armatus
- Epigomphus camelus
- Epigomphus clavatus
- Epigomphus corniculatus
- Epigomphus donnellyi
- Epigomphus flinti
- Epigomphus houghtoni
- Epigomphus maya
- Epigomphus paulsoni
- Epigomphus subsimilis
- Epigomphus sulcatistyla
- Epigomphus verticicornis
- Epigomphus westfalli
- Gomphidia kelloggi
- Gomphidia pearsoni
- Hemigomphus cooloola
- Microgomphus wijaya
- Notogomphus cottarellii
- Notogomphus maathaiae
- Notogomphus ruppeli
- Progomphus risi
- Progomphus tennesseni
- Progomphus zephyrus
- Stylogomphus ryukyuanus asatol
- Stylogomphus ryukyuanus watanabei

##### Hemiphlebiidae
- Hemiphlebia mirabilis

##### Heteragrionidae
- Heteragrion calendulum

##### Hypolestidae
- Hypolestes clara

##### Lestidae
- Lestes auripennis

##### Lestoideidae
- Lestoidea lewisiana

##### Libellulidae
- Acisoma ascalaphoides
- Aethiothemis gamblesi
- Aethiothemis modesta
- Hylaeothemis fruhstorferi
- Leucorrhinia intermedia ijimai
- Micrathyria coropinae
- Neodythemis munyaga
- Orthetrum poecilops miyajimaense
- Sympetrum maculatum
- Tetrathemis yerburii
- Thalassothemis marchali
- Urothemis thomasi
- Urothemis thomasi thomasi

##### Macromiidae
- Macromia kubokaiya

##### Petaluridae
- Petalura pulcherrima

##### Philogeniidae
- Philogenia monotis

##### Platycnemididae
- Allocnemis mitwabae
- Allocnemis montana
- Allocnemis vicki
- Arabineura khalidi
- Coeliccia flavicauda masakii
- Coeliccia ryukyuensis amamii
- Coeliccia ryukyuensis ryukyuensis
- Elattoneura caesia
- Elattoneura oculata
- Mesocnemis tisi
- Metacnemis valida
- Nososticta pilbara
- Risiocnemis antoniae
- Spesbona angusta

##### Platystictidae
- Drepanosticta ceratophora
- Palaemnema baltodanoi
- Palaemnema chiriquita
- Palaemnema melanota
- Palaemnema orientalis
- Palaemnema reventazoni
- Sulcosticta striata

##### Synlestidae
- Chlorolestes apricans
- Phylolestes ethelae

#### Orthoptera

##### Acrididae
- Acanthoxia aculeus
- Acteana alazonica
- Afrophlaeoba euthynota
- Afrophlaeoba longicornis
- Afrophlaeoba nguru
- Arcyptera alzonai
- Aresceutica morogorica
- Aresceutica subnuda
- Chorthippus ferdinandi
- Chorthippus nevadensis
- Chorthippus relicticus
- Chortopodisma cobellii
- Dociostaurus minutus
- Enoplotettix gardineri
- Eupropacris pompalis
- Hadrolecocatantops uvinza
- Italohippus albicornis
- Italohippus monticola
- Italopodisma fiscellana
- Italopodisma samnitica
- Italopodisma trapezoidalis
- Liladownsia fraile
- Ochrilidia nuragica
- Ochrilidia sicula
- Omocestus navasi
- Omocestus uhagonii
- Omocestus uvaroni
- Oropodisma chelmosi
- Oropodisma karavica
- Oropodisma parnassica
- Oropodisma tymphrestosi
- Peripodisma tymphii
- Phymeurus kisuluensis
- Phymeurus lomaensis
- Phymeurus morotoensis
- Platypygius crassus
- Podisma goidanichi
- Podisma ruffoi
- Pseudoprumma baldensis
- Pternoscirtus aldabrae
- Sphingonotus almeriense
- Sphingonotus nodulosus
- Sphingonotus personatus
- Sphingonotus picteti
- Sphingonotus rugosus
- Sphingonotus uvarovi
- Stenobothrus clavatus
- Trimerotropis infantilis
- Trimerotropis occidentaloides
- Trimerotropis occulens

##### Dericorythidae
- Dericorys carthagonovae

##### Euschmidtiidae
- Chromomastax jagoi
- Euschmidtia fitzgeraldi
- Euschmidtia tangana

##### Gryllidae
- Oecanthus laricis
- Orthoxiphus nigrifrons
- Phaeogryllus fuscus
- Phaloria insularis insularis
- Seychellesia longicercata
- Seychellesia patellifera

##### Lentulidae
- Betiscoides meridionalis
- Betiscoides parva
- Betiscoides sjostedti

##### Mogoplistidae
- Arachnocephalus subsulcastus
- Ectatoderus aldabrae
- Ectatoderus nigriceps
- Ectatoderus squamiger
- Ornebius stenus
- Ornebius syrticus
- Pseudomogoplistes byzantius

##### Pamphagidae
- Acrostira tamarani
- Acrostira tenerifae
- Asiotmethis tauricus
- Glyphanus obtusus
- Kurtharzia sulcata
- Orchamus gracilis
- Orchamus kaltenbachi
- Paranocaracris bulgaricus
- Paranocarodes chopardi
- Prionotropis azami
- Prionotropis willemsorum
- Purpuraria erna
- Purpuraria magna

##### Pneumoridae
- Physemacris papillosa
- Physophorina livingstonii
- Physophorina miranda
- Prostalia granulata

##### Tetrigidae
- Amphinotus nymphula
- Amphinotus pupulus
- Charagotettix longispinis
- Charagotettix lucubensis
- Cryptotettix macrophthalmus
- Cryptotettix spinilobus
- Eurybiades cerastes
- Hovacris undulata
- Hybotettix humeralis
- Lepocranus fuscus
- Notocerus cornutus
- Procytettix thalassanax
- Tetrix transsylvanica

##### Tettigoniidae
- Amedegnatiana vicheti
- Anadrymadusa retowskii
- Anonconotus italoaustriacus
- Anonconotus ligustinus
- Anonconotus sibyllinus
- Aroegas fuscus
- Baetica ustulata
- Bradyporus macrogaster
- Brinckiella arboricola
- Bucephaloptera cypria
- Calliphona alluaudi
- Calliphona gomerensis
- Calliphona palmensis
- Conocephalus basutoanus
- Conocephalus chavesi
- Conocephalus ebneri
- Conocephalus vaginalis
- Ctenodecticus lusitanicus
- Ephippiger melisi
- Ephippiger ruffoi
- Ephippiger zelleri
- Ephippigerida asella
- Ephippigerida rosae
- Eupholidoptera astyla
- Eupholidoptera spinigera
- Isophya ciucasi
- Isophya hospodar
- Isophya longicaudata longicaudata
- Isophya mavromoustakisi
- Isophya nagyi
- Isophya sicula
- Isophya stepposa
- Isophya zubowskii
- Kawanphila pachomai
- Metrioptera buyssoni
- Metrioptera prenjica
- Pachytrachis frater
- Parnassiana chelmos
- Parnassiana tymphiensis
- Parnassiana tymphrestos
- Peringueyella rentzi
- Pholidoptera lucasi
- Poecilimon ebneri
- Poecilimon gracilioides
- Poecilimon paros
- Poecilimon pindos
- Poecilimon soulion
- Polysarcus scutatus
- Psacadonotus insulanus
- Pterolepis elymica
- Rhacocleis buchichii
- Rhacocleis japygia
- Rhacocleis maculipedes
- Sabaterpia hispanica
- Seselphisis visenda
- Tessellana nigrosignata
- Thoracistus jambila
- Thoracistus semeniphagus
- Thoracistus thyraeus
- Throscodectes xederoides
- Throscodectes xiphos
- Zeuneriana amplipennis
- Zeuneriana marmorata

##### Trigonidiidae
- Metioche bolivari
- Scottiola salticiformis
- Zarceus major

#### Phasmatodea

##### Phasmatidae
- Graeffea seychellensis

### Malacostraca

#### Amphipoda

##### Crangonyctidae
- Crangonyx dearolfi
- Stygobromus hayi
- Stygobromus pecki

##### Gammaridae
- Gammarus acherondytes

##### Niphargidae
- Niphargus elegans zagrebensis

##### Paramelitidae
- Paramelita barnardi

##### Talitridae
- Spelaeorchestia kiloana

#### Decapoda

##### Alpheidae
- Alpheus cyanoteles
- Potamalpheops amnicus
- Potamalpheops haugi

##### Astacidae
- Austropotamobius pallipes

##### Atyidae
- Atya intermedia
- Caridina annandalei
- Caridina dennerli
- Caridina glaubrechti
- Caridina holthuisi
- Caridina lanceolata
- Caridina lingkonae
- Caridina loehae
- Caridina maculata
- Caridina masapi
- Caridina mindanao
- Caridina parvula
- Caridina profundicola
- Caridina spinata
- Caridina spongicola
- Caridina striata
- Caridina tenuirostris
- Caridina thermophila
- Caridina woltereckae
- Dugastella marocana
- Palaemonias alabamae
- Sinodina gregoriana
- Syncaris pacifica

##### Cambaridae
- Cambarellus patzcuarensis
- Cambarus cracens
- Cambarus cymatilis
- Cambarus harti
- Cambarus pecki
- Cambarus speleocoopi
- Fallicambarus petilicarpus
- Hobbseus orconectoides
- Hobbseus valleculus
- Hobbseus yalobushensis
- Orconectes jeffersoni
- Orconectes packardi
- Orconectes pardalotus
- Orconectes shoupi
- Procambarus acherontis
- Procambarus apalachicolae
- Procambarus bouvieri
- Procambarus brazoriensis
- Procambarus cometes
- Procambarus contrerasi
- Procambarus digueti
- Procambarus econfinae
- Procambarus erythrops
- Procambarus escambiensis
- Procambarus franzi
- Procambarus horsti
- Procambarus hortonhobbsi
- Procambarus leitheuseri
- Procambarus lucifugus lucifugus
- Procambarus lylei
- Procambarus milleri
- Procambarus orcinus
- Procambarus roberti
- Procambarus zihuateutlensis

##### Desmocarididae
- Desmocaris bislineata

##### Euryrhynchidae
- Euryrhynchina edingtonae

##### Gecarcinucidae
- Ceylonthelphusa alpina
- Ceylonthelphusa armata
- Ceylonthelphusa cavatrix
- Ceylonthelphusa diva
- Coccusa cristicervix
- Geithusa pulchra
- Irmengardia didacta
- Irmengardia nemestrinus
- Lepidothelphusa cognetti
- Migmathelphusa olivacea
- Oziothelphusa dakuna
- Oziothelphusa gallicola
- Oziothelphusa populosa
- Parathelphusa batamensis
- Parathelphusa nagasakti
- Pastilla dacuna
- Phricotelphusa gracilipes
- Salangathelphusa anophrys
- Sayamia melanodactylus
- Siamthelphusa hothuisi
- Somanniathelphusa taiwanensis
- Somanniathelphusa zanklon
- Spiralothelphusa fernandoi
- Spiralothelphusa parvula
- Sundathelphusa sottoae
- Terrathelphusa kuchingensis
- Thaksinthelphusa yongchindaratae

##### Palaemonidae
- Arachnochium kulsiense
- Calathaemon holthuisi
- Macrobrachium hirtimanus
- Macrobrachium lamarrei lamarroides
- Macrobrachium minutum
- Macrobrachium naso
- Macrobrachium poeti
- Palaemonetes antrorum
- Palaemonetes suttkusi

##### Parastacidae
- Astacopsis gouldi
- Cherax pallidus
- Engaeus disjuncticus
- Engaeus martigener
- Engaeus phyllocercus
- Engaewa reducta
- Engaewa walpolea
- Euastacus balanesis
- Euastacus bidawalis
- Euastacus brachythorax
- Euastacus clarkae
- Euastacus claytoni
- Euastacus crassus
- Euastacus diversus
- Euastacus fleckeri
- Euastacus gumar
- Euastacus hirsutus
- Euastacus hystricosus
- Euastacus maccai
- Euastacus neodiversus
- Euastacus pilosus
- Euastacus polysetosus
- Euastacus rieki
- Euastacus spinichelatus
- Euastacus urospinosus
- Tenuibranchiurus glypticus

##### Pinnotheridae
- Parapinnixa affinis

##### Potamidae
- Doimon doichiangdao
- Doimon doisutep
- Geothelphusa levicervix
- Geothelphusa yangminshan
- Hainanpotamon orientale
- Ibanum pilimanus
- Indochinamon bhumibol
- Indochinamon villosum
- Iomon nan
- Johora punicea
- Stoliczia chaseni

##### Potamonautidae
- Afrithelphusa monodosa
- Boreathelphusa uglowi
- Globonautes macropus
- Liberonautes nanoides
- Liberonautes rubiginamus
- Louisea balssi
- Louisea edeaensis
- Potamonautes gonocristatus
- Potamonautes idjiwiensis
- Potamonautes mutandensis
- Potamonautes platycentron

##### Pseudothelphusidae
- Hypolobocera exuca
- Tehuana lamothei
- Tehuana poglayenorum
- Typhlopseudothelphusa mocinoi

##### Trichodactylidae
- Trichodactylus crassus

##### Typhlocarididae
- Typhlocaris ayyaloni
- Typhlocaris galilea

#### Isopoda

##### Asellidae
- Asellus aquaticus carniolicus
- Asellus aquaticus cyclobranchialis
- Caecidotea barri
- Lirceus usdagalun

##### Cirolanidae
- Speocirolana thermydronis
- Sphaerolana affinis
- Sphaerolana interstitialis

##### Sphaeromatidae
- Monolistra bolei
- Monolistra racovitzai conopyge
- Monolistra spinosissima
- Thermosphaeroma milleri

##### Stenasellidae
- Mexistenasellus coahuila

## Chordata

### Actinopterygii

#### Acipenseriformes

##### Acipenseridae
- Acipenser gueldenstaedtii
- Acipenser mikadoi
- Acipenser nudiventris
- Acipenser persicus
- Acipenser schrenckii
- Acipenser sinensis
- Acipenser stellatus
- Huso dauricus
- Huso huso
- Pseudoscaphirhynchus kaufmanni
- Scaphirhynchus albus

#### Atheriniformes

##### Atherinidae
- Chirostoma attenuatum
- Chirostoma promelas
- Craterocephalus fluviatilis
- Poblana letholepis
- Poblana squamata
- Teramulus waterloti

##### Bedotiidae
- Rheocles wrightae

##### Melanotaeniidae
- Melanotaenia boesemani

##### Phallostethidae
- Neostethus thessa

##### Pseudomugilidae
- Pseudomugil mellis

#### Beloniformes

##### Adrianichthyidae
- Oryzias orthognathus
- Xenopoecilus oophorus
- Xenopoecilus sarasinorum

##### Hemiramphidae
- Nomorhamphus towoetii

#### Characiformes

##### Alestidae
- Brycinus jacksonii

##### Characidae
- Gymnocharacinus bergii

#### Clupeiformes

##### Clupeidae
- Alosa alabamae
- Alosa volgensis
- Tenualosa thibaudeaui

#### Cypriniformes

##### Balitoridae
- Barbatula samantica
- Barbatula seyhanensis
- Barbatula tschaiyssuensis
- Mesonoemacheilus pulchellus
- Nemacheilus jordanicus
- Nemacheilus pantheroides
- Nemacheilus sp. nov.
- Yunnanilus nigromaculatus

##### Catostomidae
- Catostomus microps
- Chasmistes brevirostris
- Deltistes luxatus
- Xyrauchen texanus

##### Cobitidae
- Cobitis arachthosensis
- Cobitis calderoni
- Cobitis hellenica
- Cobitis trichonica
- Cobitis turcica
- Cobitis vettonica
- Lepidocephalichthys jonklaasi

##### Cyprinidae
- Acanthobrama centisquama
- Achondrostoma occidentale
- Alburnus mentoides
- Alburnus orontis
- Alburnus sarmaticus
- Alburnus schischkovi
- Alburnus volviticus
- Anabarilius alburnops
- Anabarilius polylepis
- Anaecypris hispanica
- Aulopyge huegelii
- Balantiocheilos melanopterus
- Barbus acuticeps
- Barbus andrewi
- Barbus caninus
- Barbus chantrei
- Barbus claudinae
- Barbus quadralineatus
- Barbus serra
- Barbus treurensis
- Barbus trevelyani
- Chondrostoma beysehirense
- Chondrostoma kinzelbachi
- Chondrostoma phoxinus
- Chondrostoma soetta
- Cyprinella panarcys
- Cyprinella xanthicara
- Devario pathirana
- Garra hughi
- Gila elegans
- Gobio skadarensis
- Hybognathus amarus
- Labeo fisheri
- Labeo mesops
- Labeo seeberi
- Labeobarbus macrophtalmus
- Luciobarbus graecus
- Notropis simus
- Onychostoma alticorpus
- Opsaridium microlepis
- Ospatulus palaemophagus
- Parachondrostoma turiense
- Pelasgus prespensis
- Phoxinellus alepidotus
- Phoxinellus anatolicus
- Phoxinus strandjae
- Phoxinus strymonicus
- Pogonichthys macrolepidotus
- Probarbus jullieni
- Pseudobarbus afer
- Pseudobarbus asper
- Pseudobarbus burgi
- Pseudobarbus phlegethon
- Pseudobarbus quathlambae
- Pseudophoxinus anatolicus
- Pseudophoxinus battalgili
- Pseudophoxinus crassus
- Pseudophoxinus drusensis
- Pseudophoxinus kervillei
- Puntius asoka
- Puntius martenstyni
- Rasbora wilpita
- Relictus solitarius
- Romanogobio benacensis
- Rutilus meidingeri
- Rutilus ylikiensis
- Schizothorax lepidothorax
- Squalius anatolicus
- Squalius keadicus
- Squalius lucumonis
- Squalius malacitanus
- Squalius microlepis
- Squalius moreoticus
- Squalius tenellus
- Squalius torgalensis
- Telestes beoticus
- Telestes croaticus
- Tor khudree
- Tor yunnanensis

#### Cyprinodontiformes

##### Aplocheilidae
- Pachypanchax sp. nov. 'Anjingo'
- Pachypanchax sp. nov. 'Varatraza'

##### Cyprinodontidae
- Aphanius baeticus
- Aphanius burduricus
- Aphanius iberus
- Cualac tessellatus
- Cyprinodon beltrani
- Cyprinodon elegans
- Cyprinodon fontinalis
- Cyprinodon macrolepis
- Cyprinodon maya
- Cyprinodon radiosus
- Cyprinodon simus

##### Goodeidae
- Ataeniobius toweri
- Characodon lateralis
- Xenoophorus captivus

##### Poeciliidae
- Gambusia dominicensis
- Xiphophorus gordoni
- Xiphophorus meyeri

##### Profundulidae
- Profundulus hildebrandi

#### Mugiliformes

##### Mugilidae
- Liza luciae

#### Osmeriformes

##### Osmeridae
- Hypomesus transpacificus

#### Osteoglossiformes

##### Mormyridae
- Marcusenius victoriae

##### Osteoglossidae
- Scleropages formosus

#### Perciformes

##### Anabantidae
- Sandelia bainsii

##### Apogonidae
- Pterapogon kauderni

##### Belontiidae
- Betta livida
- Parosphromenus harveyi

##### Cichlidae
- Alcolapia alcalicus
- Amphilophus margaritifer
- Astatotilapia sp. nov. 'shovelmouth'
- Chetia brevis
- Cichlasoma labridens
- Etroplus canarensis
- Haplochromis barbarae
- Haplochromis brownae
- Haplochromis cryptodon
- Haplochromis cyaneus
- Haplochromis desfontainii
- Haplochromis erythromaculatus
- Haplochromis flaviijosephi
- Haplochromis flavus
- Haplochromis granti
- Haplochromis melanopterus
- Haplochromis nuchisquamulatus
- Haplochromis plagiodon
- Haplochromis prodromus
- Haplochromis simpsoni
- Haplochromis venator
- Lethrinops macracanthus
- Lethrinops micrentodon
- Lethrinops microdon
- Lethrinops stridae
- Mbipia lutea
- Oreochromis alcalicus
- Oreochromis amphimelas
- Oreochromis karongae
- Oreochromis lidole
- Oreochromis squamipinnis
- Orthochromis kasuluensis
- Orthochromis mazimeroensis
- Orthochromis mosoensis
- Orthochromis rubrolabialis
- Paretroplus dambabe
- Paretroplus maromandia
- Paretroplus sp. nov. 'Sofia'
- Prognathochromis sp. nov. 'long snout'
- Ptychochromis inornatus
- Ptychochromis sp. nov. 'Green Garaka'
- Pundamilia igneopinis
- Pundamilia macrocephala
- Serranochromis meridianus

##### Clinidae
- Clinus spatulatus

##### Eleotridae
- Typhleotris madgascarensis
- Typhleotris pauliani

##### Gobiidae
- Economidichthys trichonis
- Knipowitschia thessala
- Silhouettea sibayi

##### Haemulidae
- Anisotremus moricandi

##### Labridae
- Cheilinus undulatus

##### Latidae
- Lates angustifrons
- Lates macrophthalmus
- Lates microlepis

##### Percichthyidae
- Maccullochella ikei
- Maccullochella macquariensis
- Nannoperca oxleyana

##### Percidae
- Etheostoma boschungi
- Etheostoma nuchale
- Etheostoma okaloosae
- Percina cymatotaenia

##### Sciaenidae
- Argyrosomus hololepidotus

##### Scombridae
- Scomberomorus concolor

##### Serranidae
- Epinephelus akaara
- Epinephelus marginatus
- Epinephelus striatus
- Mycteroperca fusca
- Mycteroperca jordani

##### Sparidae
- Pagrus pagrus

#### Pleuronectiformes

##### Pleuronectidae
- Hippoglossus hippoglossus

#### Salmoniformes

##### Salmonidae
- Coregonus pollan
- Coregonus stigmaticus
- Coregonus vandesius
- Hucho hucho
- Oncorhynchus gilae
- Oncorhynchus ishikawai
- Salmo obtusirostris
- Salmo peristericus
- Salvelinus japonicus
- Salvelinus tolmachoffi
- Salvelinus willoughbii

#### Scorpaeniformes

##### Scorpaenidae
- Sebastes fasciatus
- Sebastolobus alascanus

#### Siluriformes

##### Amblycipitidae
- Liobagrus kingi
- Liobagrus nigricauda

##### Ariidae
- Arius bonillai
- Arius festinus
- Arius uncinatus

##### Austroglanididae
- Austroglanis barnardi

##### Callichthyidae
- Lepthoplosternum tordilho

##### Clariidae
- Clariallabes mutsindoziensis

##### Ictaluridae
- Prietella phreatophila

##### Mochokidae
- Chiloglanis asymetricaudalis
- Chiloglanis bifurcus

##### Sisoridae
- Glyptothorax davissinghi

#### Synbranchiformes

##### Mastacembelidae
- Mastacembelus oatesii

##### Synbranchidae
- Monopterus fossorius
- Ophisternon infernale

#### Syngnathiformes

##### Syngnathidae
- Hippocampus capensis

### Amphibia

#### Anura

##### Amphignathodontidae
- Flectonotus fitzgeraldi
- Gastrotheca bufona
- Gastrotheca christiani
- Gastrotheca cornuta
- Gastrotheca espeletia
- Gastrotheca litonedis
- Gastrotheca orophylax
- Gastrotheca ovifera
- Gastrotheca pseustes
- Gastrotheca psychrophila
- Gastrotheca riobambae
- Gastrotheca ruizi
- Gastrotheca splendens
- Gastrotheca stictopleura
- Gastrotheca trachyceps

##### Aromobatidae
- Allobates kingsburyi
- Allobates mandelorum
- Allobates ranoides
- Aromobates alboguttatus
- Aromobates duranti
- Aromobates haydeeae
- Aromobates mayorgai
- Aromobates molinarii
- Aromobates orostoma
- Aromobates saltuensis
- Aromobates serranus
- Mannophryne collaris
- Mannophryne leonardoi
- Mannophryne riveroi
- Mannophryne trujillensis
- Mannophryne yustizi

##### Arthroleptidae
- Arthroleptis crusculum
- Arthroleptis francei
- Arthroleptis nikeae
- Astylosternus fallax
- Astylosternus laurenti
- Astylosternus perreti
- Astylosternus ranoides
- Astylosternus schioetzi
- Cardioglossa aureoli
- Cardioglossa melanogaster
- Cardioglossa oreas
- Cardioglossa pulchra
- Cardioglossa schioetzi
- Cardioglossa venusta
- Leptodactylodon axillaris
- Leptodactylodon mertensi
- Leptodactylodon ornatus
- Leptodactylodon perreti
- Leptodactylodon stevarti
- Leptodactylodon wildi
- Leptopelis karissimbensis
- Leptopelis susanae
- Leptopelis xenodactylus

##### Bombinatoridae
- Barbourula kalimantanensis
- Bombina pachypus

##### Brevicipitidae
- Balebreviceps hillmani
- Callulina kisiwamsitu
- Probreviceps durirostris
- Probreviceps rhodesianus

##### Bufonidae
- Adenomus kelaartii
- Altiphrynoides malcolmi
- Amietophrynus brauni
- Amietophrynus djohongensis
- Amietophrynus pantherinus
- Amietophrynus villiersi
- Anaxyrus californicus
- Anaxyrus canorus
- Anaxyrus houstonensis
- Anaxyrus nelsoni
- Ansonia guibei
- Ansonia latidisca
- Ansonia ornata
- Ansonia platysoma
- Atelopus certus
- Atelopus dimorphus
- Atelopus limosus
- Atelopus longibrachius
- Atelopus mittermeieri
- Atelopus oxapampae
- Bufo beddomii
- Bufo kotagamai
- Bufo koynayensis
- Bufoides meghalayanus
- Dendrophryniscus carvalhoi
- Didynamipus sjostedti
- Duttaphrynus noellerti
- Incilius cavifrons
- Incilius gemmifer
- Incilius ibarrai
- Incilius leucomyos
- Incilius perplexus
- Incilius spiculatus
- Incilius tacanensis
- Incilius tutelarius
- Ingerophrynus claviger
- Ingerophrynus kumquat
- Melanophryniscus devincenzii
- Mertensophryne anotis
- Mertensophryne howelli
- Mertensophryne usambarae
- Nectophrynoides cryptus
- Nectophrynoides laticeps
- Nectophrynoides minutus
- Nectophrynoides pseudotornieri
- Nectophrynoides vestergaardi
- Osornophryne antisana
- Osornophryne guacamayo
- Osornophryne percrassa
- Osornophryne talipes
- Parapelophryne scalpta
- Pedostibes tuberculosus
- Pelophryne albotaeniata
- Pelophryne api
- Peltophryne cataulaciceps
- Peltophryne fracta
- Peltophryne longinasus
- Rhaebo caeruleostictus
- Rhinella chrysophora
- Rhinella gallardoi
- Rhinella macrorhina
- Rhinella nesiotes
- Rhinella nicefori
- Rhinella sclerocephala
- Vandijkophrynus amatolicus
- Vandijkophrynus inyangae
- Werneria bambutensis
- Werneria mertensiana
- Werneria preussi
- Werneria submontana
- Werneria tandyi
- Wolterstorffina mirei

##### Calyptocephalellidae
- Telmatobufo venustus

##### Centrolenidae
- Centrolene audax
- Centrolene azulae
- Centrolene fernandoi
- Centrolene lynchi
- Centrolene petrophilum
- Centrolene pipilatum
- Cochranella mache
- Cochranella mariae
- Cochranella puyoensis
- Cochranella saxiscandens
- Hyalinobatrachium cardiacalyptum
- Hyalinobatrachium esmeralda
- Hyalinobatrachium guairarepanense
- Hyalinobatrachium pallidum
- Hyalinobatrachium pellucidum
- Nymphargus luminosus
- Nymphargus megacheirus

##### Ceratobatrachidae
- Platymantis cagayanensis
- Platymantis hazelae
- Platymantis lawtoni
- Platymantis levigatus
- Platymantis negrosensis
- Platymantis panayensis
- Platymantis polillensis
- Platymantis spelaeus
- Platymantis subterrestris
- Platymantis taylori
- Platymantis vitianus

##### Ceratophryidae
- Atelognathus patagonicus
- Atelognathus praebasalticus
- Atelognathus reverberii
- Batrachophrynus brachydactylus
- Batrachophrynus macrostomus
- Telmatobius brevipes
- Telmatobius brevirostris
- Telmatobius ceiorum
- Telmatobius colanensis
- Telmatobius degener
- Telmatobius edaphonastes
- Telmatobius hypselocephalus
- Telmatobius ignavus
- Telmatobius laticeps
- Telmatobius latirostris
- Telmatobius mayoloi
- Telmatobius necopinus
- Telmatobius pisanoi
- Telmatobius platycephalus
- Telmatobius schreiteri
- Telmatobius scrocchii
- Telmatobius sibiricus
- Telmatobius stephani
- Telmatobius thompsoni
- Telmatobius truebae

##### Craugastoridae
- Craugastor aurilegulus
- Craugastor azueroensis
- Craugastor charadra
- Craugastor daryi
- Craugastor gulosus
- Craugastor hobartsmithi
- Craugastor inachus
- Craugastor laevissimus
- Craugastor lauraster
- Craugastor montanus
- Craugastor obesus
- Craugastor omiltemanus
- Craugastor pechorum
- Craugastor punctariolus
- Craugastor rhyacobatrachus
- Craugastor sabrinus
- Craugastor sandersoni
- Craugastor silvicola
- Craugastor spatulatus
- Craugastor stuarti
- Craugastor uno
- Craugastor vulcani

##### Cryptobatrachidae
- Cryptobatrachus boulengeri

##### Cycloramphidae
- Eupsophus contulmoensis
- Eupsophus migueli
- Eupsophus nahuelbutensis
- Thoropa lutzi

##### Dendrobatidae
- Colostethus mertensi
- Colostethus ruthveni
- Epipedobates tricolor
- Excitobates mysteriosus
- Hyloxalus azureiventris
- Hyloxalus cevallosi
- Hyloxalus elachyhistus
- Hyloxalus toachi
- Oophaga arborea
- Oophaga speciosa
- Phyllobates terribilis
- Phyllobates vittatus
- Ranitomeya bombetes
- Ranitomeya sirensis
- Ranitomeya tolimensis
- Ranitomeya virolinensis

##### Dicroglossidae
- Fejervarya greenii
- Fejervarya nicobariensis
- Fejervarya nilagirica
- Fejervarya sahyadris
- Limnonectes arathooni
- Limnonectes microtympanum
- Limnonectes namiyei
- Limnonectes nitidus
- Nannophrys naeyakai
- Nanorana maculosa
- Nanorana unculuanus
- Nanorana yunnanensis
- Quasipaa boulengeri
- Quasipaa robertingeri

##### Eleutherodactylidae
- Adelophryne maranguapensis
- Eleutherodactylus acmonis
- Eleutherodactylus adelus
- Eleutherodactylus alcoae
- Eleutherodactylus amplinympha
- Eleutherodactylus andrewsi
- Eleutherodactylus armstrongi
- Eleutherodactylus auriculatoides
- Eleutherodactylus barlagnei
- Eleutherodactylus casparii
- Eleutherodactylus counouspeus
- Eleutherodactylus dennisi
- Eleutherodactylus dilatus
- Eleutherodactylus emiliae
- Eleutherodactylus etheridgei
- Eleutherodactylus glamyrus
- Eleutherodactylus glaphycompus
- Eleutherodactylus grabhami
- Eleutherodactylus grahami
- Eleutherodactylus greyi
- Eleutherodactylus gryllus
- Eleutherodactylus guanahacabibes
- Eleutherodactylus gundlachi
- Eleutherodactylus haitianus
- Eleutherodactylus hedricki
- Eleutherodactylus heminota
- Eleutherodactylus hypostenor
- Eleutherodactylus intermedius
- Eleutherodactylus ionthus
- Eleutherodactylus jamaicensis
- Eleutherodactylus klinikowskii
- Eleutherodactylus leberi
- Eleutherodactylus lentus
- Eleutherodactylus luteolus
- Eleutherodactylus melacara
- Eleutherodactylus michaelschmidi
- Eleutherodactylus minutus
- Eleutherodactylus montanus
- Eleutherodactylus nubicola
- Eleutherodactylus patriciae
- Eleutherodactylus pinarensis
- Eleutherodactylus pinchoni
- Eleutherodactylus pituinus
- Eleutherodactylus portoricensis
- Eleutherodactylus principalis
- Eleutherodactylus probolaeus
- Eleutherodactylus ruthae
- Eleutherodactylus saxatilis
- Eleutherodactylus schwartzi
- Eleutherodactylus simulans
- Eleutherodactylus syristes
- Eleutherodactylus thomasi
- Eleutherodactylus toa
- Eleutherodactylus wightmanae
- Eleutherodactylus zeus
- Eleutherodactylus zugi

##### Hemiphractidae
- Hemiphractus johnsoni

##### Hylidae
- Agalychnis annae
- Argenteohyla siemersi
- Bromeliohyla bromeliacia
- Charadrahyla chaneque
- Dendropsophus gryllatus
- Dendropsophus meridensis
- Duellmanohyla chamulae
- Duellmanohyla ignicolor
- Duellmanohyla lythrodes
- Ecnomiohyla fimbrimembra
- Ecnomiohyla minera
- Ecnomiohyla phantasmagoria
- Exerodonta catracha
- Exerodonta chimalapa
- Hyloscirtus charazani
- Hyloscirtus denticulentus
- Hyloscirtus lynchi
- Hyloscirtus pantostictus
- Hyloscirtus piceigularis
- Hyloscirtus psarolaimus
- Hyloscirtus simmonsi
- Hyloscirtus staufferorum
- Isthmohyla pictipes
- Litoria brevipalmata
- Litoria cooloolensis
- Litoria dayi
- Litoria nannotis
- Litoria raniformis
- Litoria rheocola
- Megastomatohyla mixomaculata
- Megastomatohyla nubicola
- Osteopilus crucialis
- Osteopilus marianae
- Osteopilus pulchrilineatus
- Osteopilus vastus
- Osteopilus wilderi
- Phyllomedusa baltea
- Phyllomedusa ecuatoriana
- Plectrohyla arborescandens
- Plectrohyla charadricola
- Plectrohyla cyclada
- Plectrohyla glandulosa
- Plectrohyla lacertosa
- Plectrohyla mykter
- Plectrohyla pentheter
- Plectrohyla psiloderma
- Plectrohyla robertsorum
- Plectrohyla sagorum
- Ptychohyla erythromma
- Ptychohyla legleri
- Ptychohyla leonhardschultzei
- Ptychohyla panchoi
- Ptychohyla salvadorensis
- Ptychohyla spinipollex
- Smilisca dentata

##### Hyperoliidae
- Afrixalus knysnae
- Afrixalus lacteus
- Afrixalus sylvaticus
- Afrixalus uluguruensis
- Arlequinus krebsi
- Hyperolius bobirensis
- Hyperolius dintelmanni
- Hyperolius kihangensis
- Hyperolius leleupi
- Hyperolius leucotaenius
- Hyperolius nienokouensis
- Hyperolius nimbae
- Hyperolius pickersgilli
- Hyperolius puncticulatus
- Hyperolius rubrovermiculatus
- Hyperolius tannerorum
- Hyperolius thomensis
- Hyperolius torrentis
- Kassina jozani

##### Leiopelmatidae
- Leiopelma hamiltoni

##### Leiuperidae
- Physalaemus soaresi

##### Limnodynastidae
- Philoria kundagungan
- Philoria loveridgei
- Philoria pughi
- Philoria richmondensis
- Philoria sphagnicolus

##### Mantellidae
- Aglyptodactylus laticeps
- Boehmantis microtympanum
- Boophis tampoka
- Gephyromantis azzurrae
- Gephyromantis corvus
- Gephyromantis horridus
- Gephyromantis runewsweeki
- Gephyromantis silvanus
- Gephyromantis webbi
- Mantella bernhardi
- Mantella crocea
- Mantella expectata
- Mantella viridis
- Mantidactylus madecassus
- Spinomantis brunae
- Spinomantis guibei
- Spinomantis microtis

##### Megophryidae
- Leptobrachium boringii
- Leptobrachium echinatum
- Leptobrachium leishanense
- Leptolalax alpinus
- Megophrys ligayae
- Oreolalax chuanbeiensis
- Oreolalax omeimontis
- Oreolalax pingii
- Oreolalax puxiongensis
- Scutiger chintingensis
- Scutiger muliensis
- Scutiger ningshanensis
- Scutiger pingwuensis
- Xenophrys brachykolos

##### Micrixalidae
- Micrixalus gadgili

##### Microhylidae
- Anodonthyla rouxae
- Callulops kopsteini
- Chiasmocleis carvalhoi
- Cophixalus mcdonaldi
- Cophixalus monticola
- Cophixalus neglectus
- Hoplophryne rogersi
- Kalophrynus palmatissimus
- Madecassophryne truebae
- Melanobatrachus indicus
- Melanophryne carpish
- Microhyla sholigari
- Microhyla zeylanica
- Micryletta steinegeri
- Oreophryne monticola
- Platypelis alticola
- Platypelis mavomavo
- Platypelis milloti
- Platypelis tetra
- Plethodontohyla brevipes
- Plethodontohyla fonetana
- Ramanella mormorata
- Ramanella palmata
- Rhombophryne guentherpetersi
- Scaphiophryne boribory
- Scaphiophryne gottlebei

##### Myobatrachidae
- Mixophyes fleayi
- Mixophyes iteratus
- Pseudophryne covacevichae
- Pseudophryne pengilleyi

##### Nyctibatrachidae
- Nyctibatrachus aliciae
- Nyctibatrachus beddomii
- Nyctibatrachus karnatakaensis
- Nyctibatrachus minor
- Nyctibatrachus sanctipalustris
- Nyctibatrachus vasanthi

##### Pelobatidae
- Pelobates varaldii

##### Petropedetidae
- Conraua goliath
- Petropedetes martiensseni
- Petropedetes palmipes
- Petropedetes perreti
- Petropedetes yakusini

##### Phrynobatrachidae
- Phrynobatrachus annulatus
- Phrynobatrachus ghanensis
- Phrynobatrachus irangi
- Phrynobatrachus krefftii
- Phrynobatrachus pakenhami
- Phrynobatrachus ungujae

##### Pipidae
- Pipa myersi
- Xenopus gilli

##### Ptychadenidae
- Ptychadena broadleyi
- Ptychadena newtoni

##### Pyxicephalidae
- Amietia inyangae
- Amietia johnstoni
- Anhydrophryne rattrayi
- Ericabatrachus baleensis
- Natalobatrachus bonebergi
- Nothophryne broadleyi

##### Ranidae
- Amolops hainanensis
- Amolops hongkongensis
- Babina holsti
- Babina okinavana
- Babina subaspera
- Hylarana asperrima
- Hylarana mangyanum
- Hylarana occidentalis
- Lithobates dunni
- Lithobates johni
- Lithobates onca
- Odorrana amamiensis
- Odorrana ishikawae
- Odorrana kuangwuensis
- Odorrana narina
- Odorrana supranarina
- Odorrana utsunomiyaorum
- Pelophylax cretensis
- Pelophylax shqipericus
- Pelophylax tenggerensis
- Rana muscosa
- Rana pyrenaica
- Rana sauteri
- Rana sierrae
- Rana tavasensis

##### Ranixalidae
- Indirana brachytarsus
- Indirana diplosticta
- Indirana leptodactyla

##### Rhacophoridae
- Liuixalus romeri
- Philautus alto
- Philautus asankai
- Philautus aurantium
- Philautus auratus
- Philautus caeruleus
- Philautus cavirostris
- Philautus charius
- Philautus cuspis
- Philautus decoris
- Philautus disgregus
- Philautus femoralis
- Philautus folicola
- Philautus frankenbergi
- Philautus fulvus
- Philautus hoffmanni
- Philautus kerangae
- Philautus microtympanum
- Philautus mittermeieri
- Philautus mooreorum
- Philautus neelanethrus
- Philautus nerostagona
- Philautus ocellatus
- Philautus ocularis
- Philautus pleurotaenia
- Philautus poppiae
- Philautus reticulatus
- Philautus sarasinorum
- Philautus schmackeri
- Philautus schmarda
- Philautus signatus
- Philautus silus
- Philautus silvaticus
- Philautus similis
- Philautus steineri
- Philautus stuarti
- Philautus surrufus
- Philautus tinniens
- Philautus viridis
- Philautus wynaadensis
- Philautus zorro
- Polypedates eques
- Polypedates insularis
- Polypedates longinasus
- Rhacophorus angulirostris
- Rhacophorus arvalis
- Rhacophorus aurantiventris
- Rhacophorus calcadensis
- Rhacophorus lateralis
- Rhacophorus minimus
- Rhacophorus yaoshanensis
- Theloderma bicolor

##### Sooglossidae
- Nasikabatrachus sahyadrensis

##### Strabomantidae
- Bryophryne bustamantei
- Bryophryne cophites
- Geobatrachus walkeri
- Hypodactylus brunneus
- Hypodactylus elassodiscus
- Hypodactylus latens
- Lynchius parkeri
- Phrynopus bracki
- Phrynopus montium
- Pristimantis acerus
- Pristimantis actinolaimus
- Pristimantis acutirostris
- Pristimantis angustilineatus
- Pristimantis atratus
- Pristimantis bacchus
- Pristimantis balionotus
- Pristimantis baryecuus
- Pristimantis bellona
- Pristimantis bisignatus
- Pristimantis cabrerai
- Pristimantis cacao
- Pristimantis calcaratus
- Pristimantis capitonis
- Pristimantis chrysops
- Pristimantis colomai
- Pristimantis cosnipatae
- Pristimantis cremnobates
- Pristimantis crenunguis
- Pristimantis cryophilius
- Pristimantis cryptomelas
- Pristimantis degener
- Pristimantis deinops
- Pristimantis devillei
- Pristimantis dissimulatus
- Pristimantis dorsopictus
- Pristimantis eugeniae
- Pristimantis euphronides
- Pristimantis fallax
- Pristimantis festae
- Pristimantis fetosus
- Pristimantis gentryi
- Pristimantis ginesi
- Pristimantis gladiator
- Pristimantis glandulosus
- Pristimantis helvolus
- Pristimantis hernandezi
- Pristimantis ignicolor
- Pristimantis incanus
- Pristimantis insignitus
- Pristimantis johannesdei
- Pristimantis jorgevelosai
- Pristimantis katoptroides
- Pristimantis lancinii
- Pristimantis lemur
- Pristimantis lividus
- Pristimantis loustes
- Pristimantis maculosus
- Pristimantis mars
- Pristimantis merostictus
- Pristimantis mnionaetes
- Pristimantis modipeplus
- Pristimantis museosus
- Pristimantis ocreatus
- Pristimantis orestes
- Pristimantis paramerus
- Pristimantis parectatus
- Pristimantis pastazensis
- Pristimantis percultus
- Pristimantis polychrus
- Pristimantis prolatus
- Pristimantis proserpens
- Pristimantis pteridophilus
- Pristimantis pycnodermis
- Pristimantis pyrrhomerus
- Pristimantis renjiforum
- Pristimantis rhodoplichus
- Pristimantis rubicundus
- Pristimantis ruthveni
- Pristimantis scoloblepharus
- Pristimantis scolodiscus
- Pristimantis shrevei
- Pristimantis simonbolivari
- Pristimantis simoteriscus
- Pristimantis siopelus
- Pristimantis sobetes
- Pristimantis spilogaster
- Pristimantis suetus
- Pristimantis sulculus
- Pristimantis surdus
- Pristimantis tenebrionis
- Pristimantis thymalopsoides
- Pristimantis truebae
- Pristimantis turumiquirensis
- Pristimantis urichi
- Pristimantis vidua
- Pristimantis viridicans
- Pristimantis zophus
- Psychrophrynella boettgeri
- Psychrophrynella usurpator
- Strabomantis ruizi

#### Caudata

##### Ambystomatidae
- Ambystoma altamirani
- Ambystoma ordinarium

##### Hynobiidae
- Batrachuperus londongensis
- Hynobius chinensis
- Hynobius dunni
- Hynobius formosanus
- Hynobius hidamontanus
- Hynobius sonani
- Hynobius takedai
- Hynobius yangi
- Pachyhynobius yunanicus
- Ranodon sibiricus

##### Plethodontidae
- Batrachoseps campi
- Bolitoglossa alvaradoi
- Bolitoglossa celaque
- Bolitoglossa compacta
- Bolitoglossa conanti
- Bolitoglossa dunni
- Bolitoglossa engelhardti
- Bolitoglossa flavimembris
- Bolitoglossa flaviventris
- Bolitoglossa franklini
- Bolitoglossa heiroreias
- Bolitoglossa magnifica
- Bolitoglossa marmorea
- Bolitoglossa meliana
- Bolitoglossa minutula
- Bolitoglossa nigrescens
- Bolitoglossa odonnelli
- Bolitoglossa pandi
- Bolitoglossa porrasorum
- Bolitoglossa riletti
- Bolitoglossa salvinii
- Bolitoglossa sooyorum
- Bolitoglossa spongai
- Bolitoglossa subpalmata
- Bolitoglossa tica
- Bolitoglossa veracrucis
- Chiropterotriton chondrostega
- Chiropterotriton cracens
- Chiropterotriton dimidiatus
- Chiropterotriton multidentatus
- Cryptotriton adelos
- Cryptotriton alvarezdeltoroi
- Cryptotriton nasalis
- Dendrotriton rabbi
- Eurycea naufragia
- Eurycea tonkawae
- Gyrinophilus gulolineatus
- Gyrinophilus subterraneus
- Nototriton barbouri
- Nototriton limnospectator
- Nyctanolis pernix
- Oedipina carablanca
- Oedipina gephyra
- Oedipina gracilis
- Oedipina grandis
- Oedipina poelzi
- Oedipina pseudouniformis
- Oedipina stenopodia
- Phaeognathus hubrichti
- Plethodon stormi
- Plethodon welleri
- Pseudoeurycea altamontana
- Pseudoeurycea cochranae
- Pseudoeurycea conanti
- Pseudoeurycea firscheini
- Pseudoeurycea gadovii
- Pseudoeurycea lineola
- Pseudoeurycea longicauda
- Pseudoeurycea melanomolga
- Pseudoeurycea mystax
- Pseudoeurycea orchileucos
- Pseudoeurycea orchimelas
- Pseudoeurycea tenchalli
- Pseudoeurycea teotepec
- Pseudoeurycea werleri
- Speleomantes supramontis
- Thorius arboreus
- Thorius boreas
- Thorius dubitus
- Thorius grandis
- Thorius lunaris
- Thorius omiltemi
- Thorius papaloae
- Thorius pulmonaris
- Thorius schmidti
- Thorius troglodytes

##### Proteidae
- Necturus alabamensis

##### Salamandridae
- Cynops ensicauda
- Cynops orphicus
- Echinotriton andersoni
- Euproctus platycephalus
- Lyciasalamandra antalyana
- Lyciasalamandra atifi
- Lyciasalamandra fazilae
- Lyciasalamandra flavimembris
- Notophthalmus meridionalis
- Paramesotriton guanxiensis
- Pleurodeles poireti
- Tylototriton hainanensis

#### Gymnophiona

##### Caeciliidae
- Grandisonia brevis

### Aves

#### Anseriformes

##### Anatidae
- Anas bernieri
- Anas chlorotis
- Anas melleri
- Anas wyvilliana
- Aythya baeri
- Branta ruficollis
- Cairina scutulata
- Hymenolaimus malacorhynchos
- Mergus squamatus
- Oxyura leucocephala

#### Apodiformes

##### Apodidae
- Collocalia bartschi

##### Trochilidae
- Aglaeactis aliciae
- Aglaiocercus berlepschi
- Amazilia boucardi
- Amazilia castaneiventris
- Campylopterus phainopeplus
- Chaetocercus berlepschi
- Eulidia yarrellii
- Eupherusa cyanophrys
- Glaucis dohrnii
- Heliangelus regalis
- Hylonympha macrocerca
- Loddigesia mirabilis
- Metallura baroni
- Metallura iracunda
- Taphrolesbia griseiventris

#### Caprimulgiformes

##### Caprimulgidae
- Caprimulgus prigoginei
- Eleothreptus candicans

#### Charadriiformes

##### Alcidae
- Brachyramphus marmoratus
- Synthliboramphus hypoleucus

##### Charadriidae
- Charadrius obscurus
- Thinornis novaeseelandiae

##### Haematopodidae
- Haematopus chathamensis

##### Laridae
- Larus bulleri
- Sterna albostriata
- Sterna lorata

##### Pedionomidae
- Pedionomus torquatus

##### Scolopacidae
- Prosobonia cancellata
- Scolopax rochussenii
- Tringa guttifer

#### Ciconiiformes

##### Ardeidae
- Ardea humbloti
- Ardeola idae
- Botaurus poiciloptilus
- Gorsachius goisagi
- Gorsachius magnificus

##### Ciconiidae
- Ciconia boyciana
- Ciconia stormi
- Leptoptilos dubius

##### Threskiornithidae
- Nipponia nippon
- Platalea minor
- Threskiornis bernieri

#### Columbiformes

##### Columbidae
- Columba junoniae
- Didunculus strigirostris
- Ducula aurorae
- Ducula cineracea
- Ducula galeata
- Ducula mindorensis
- Gallicolumba hoedtii
- Gallicolumba sanctaecrucis
- Geotrygon carrikeri
- Leptotila conoveri
- Nesoenas mayeri
- Phapitreron cinereiceps
- Ptilinopus roseicapilla
- Starnoenas cyanocephala
- Treron psittaceus

#### Coraciiformes

##### Bucerotidae
- Aceros narcondami
- Penelopides mindorensis
- Penelopides panini

#### Cuculiformes

##### Cuculidae
- Coccyzus rufigularis
- Neomorphus radiolosus

##### Musophagidae
- Tauraco bannermani

#### Falconiformes

##### Accipitridae
- Accipiter gundlachi
- Circus maillardi
- Eutriorchis astur
- Harpyhaliaetus coronatus
- Leucopternis occidentalis
- Neophron percnopterus
- Spizaetus bartelsi

##### Falconidae
- Falco cherrug

#### Galliformes

##### Cracidae
- Crax blumenbachii
- Oreophasis derbianus
- Pauxi pauxi
- Pauxi unicornis
- Penelope ortoni
- Penelope perspicax
- Pipile jacutinga

##### Megapodiidae
- Aepypodius bruijnii
- Macrocephalon maleo
- Megapodius laperouse
- Megapodius pritchardii

##### Odontophoridae
- Odontophorus strophium

##### Phasianidae
- Arborophila rufipectus
- Centrocercus minimus
- Francolinus camerunensis
- Francolinus nahani
- Lophura edwardsi
- Lophura hatinhensis
- Pavo muticus
- Polyplectron schleiermacheri
- Xenoperdix udzungwensis

#### Gruiformes

##### Gruidae
- Grus americana
- Grus japonensis

##### Heliornithidae
- Heliopais personatus

##### Otididae
- Ardeotis nigriceps
- Sypheotides indicus

##### Rallidae
- Amaurornis olivieri
- Cyanolimnas cerverai
- Gallirallus okinawae
- Gallirallus sylvestris
- Gymnocrex talaudensis
- Laterallus levraudi
- Laterallus tuerosi
- Porphyrio hochstetteri
- Rallus semiplumbeus
- Rallus wetmorei
- Sarothrura ayresi
- Sarothrura watersi

##### Rhynochetidae
- Rhynochetos jubatus

##### Turnicidae
- Turnix olivii

#### Passeriformes

##### Acanthizidae
- Mohoua ochrocephala

##### Alaudidae
- Mirafra ashi
- Spizocorys fringillaris

##### Callaeatidae
- Callaeas cinereus

##### Cisticolidae
- Apalis argentea
- Apalis flavigularis
- Cisticola aberdare

##### Corvidae
- Corvus florensis
- Zavattariornis stresemanni

##### Cotingidae
- Carpodectes antoniae
- Cotinga maculata
- Lipaugus weberi
- Pachyramphus spodiurus
- Phytotoma raimondii
- Xipholena atropurpurea

##### Dasyornithidae
- Dasyornis brachypterus

##### Dicruridae
- Dicrurus fuscipennis
- Dicrurus waldenii

##### Emberizidae
- Atlapetes flaviceps
- Atlapetes melanopsis
- Gubernatrix cristata
- Melanospiza richardsoni
- Poospiza alticola
- Poospiza garleppi
- Poospiza rubecula
- Spizella wortheni
- Sporophila palustris
- Torreornis inexpectata
- Xenospiza baileyi

##### Estrildidae
- Erythrura gouldiae

##### Formicariidae
- Grallaria milleri
- Grallaria ridgelyi
- Grallaricula ochraceifrons

##### Fringillidae
- Carduelis cucullata
- Carduelis johannis
- Hemignathus munroi
- Loxia megaplaga
- Loxops coccineus
- Oreomystis mana
- Paroreomyza montana
- Serinus flavigula

##### Furnariidae
- Cinclodes palliatus
- Cranioleuca henricae
- Leptasthenura xenothorax
- Schizoeaca perijana
- Synallaxis infuscata
- Synallaxis kollari
- Synallaxis tithys
- Synallaxis zimmeri

##### Hirundinidae
- Tachycineta cyaneoviridis

##### Icteridae
- Agelaius tricolor
- Agelaius xanthomus
- Curaeus forbesi
- Hypopyrrhus pyrohypogaster
- Macroagelaius subalaris
- Nesopsar nigerrimus

##### Malaconotidae
- Laniarius amboimensis
- Laniarius brauni
- Malaconotus kupeensis
- Prionops gabela

##### Maluridae
- Stipiturus mallee

##### Meliphagidae
- Gymnomyza samoensis
- Manorina melanotis
- Xanthomyza phrygia

##### Mimidae
- Mimus melanotis
- Ramphocinclus brachyurus

##### Monarchidae
- Clytorhynchus sanctaecrucis
- Metabolus rugensis
- Monarcha brehmii
- Monarcha everetti
- Monarcha sacerdotum
- Pomarea dimidiata
- Pomarea mendozae

##### Motacillidae
- Anthus sokokensis
- Macronyx sharpei

##### Muscicapidae
- Copsychus cebuensis
- Copsychus sechellarum
- Cyornis sanfordi
- Ficedula bonthaina
- Humblotia flavirostris
- Monticola erythronotus
- Rhinomyias albigularis
- Saxicola dacotiae
- Sheppardia aurantiithorax
- Sheppardia gabela
- Sheppardia montana

##### Nectariniidae
- Aethopyga duyvenbodei
- Anthreptes pallidigaster
- Nectarinia loveridgei

##### Pardalotidae
- Pardalotus quadragintus

##### Parulidae
- Basileuterus griseiceps
- Catharopeza bishopi
- Dendroica chrysoparia
- Geothlypis speciosa
- Myioborus pariae

##### Petroicidae
- Petroica traversi

##### Pittidae
- Pitta gurneyi

##### Platysteiridae
- Platysteira laticincta

##### Ploceidae
- Foudia rubra
- Malimbus ballmanni
- Malimbus ibadanensis
- Ploceus aureonucha
- Ploceus batesi
- Ploceus golandi
- Ploceus nicolli

##### Pycnonotidae
- Chlorocichla prigoginei
- Ixos siquijorensis

##### Rhinocryptidae
- Scytalopus iraiensis
- Scytalopus robbinsi
- Scytalopus rodriguezi

##### Sittidae
- Sitta ledanti
- Sitta victoriae

##### Sturnidae
- Aplonis brunneicapillus
- Sturnus melanopterus

##### Sylviidae
- Acrocephalus aequinoctialis
- Acrocephalus brevipennis
- Acrocephalus caffer
- Acrocephalus griseldis
- Acrocephalus rodericanus
- Acrocephalus vaughani
- Bradypterus graueri
- Eremomela turneri
- Hyliota usambara
- Macrosphenus pulitzeri
- Trichocichla rufa

##### Thamnophilidae
- Clytoctantes alixii
- Formicivora erythronotos
- Herpsilochmus parkeri
- Myrmeciza ruficauda
- Pyriglena atra
- Rhopornis ardesiacus
- Stymphalornis acutirostris
- Terenura sharpei
- Terenura sicki

##### Thraupidae
- Bangsia aureocincta
- Buthraupis aureodorsalis
- Diglossa gloriosissima
- Diglossa venezuelensis
- Habia atrimaxillaris
- Tangara cabanisi

##### Timaliidae
- Crocias langbianis
- Dasycrotapha speciosa
- Garrulax cachinnans
- Garrulax yersini
- Kupeornis gilberti
- Stachyris nigrorum

##### Troglodytidae
- Cistothorus apolinari
- Ferminia cerverai

##### Turdidae
- Alethe choloensis
- Myophonus blighi
- Turdus swalesi
- Zoothera guttata

##### Tyrannidae
- Anairetes alpinus
- Hemitriccus kaempferi
- Myiarchus semirufus
- Myiotheretes pernix
- Phyllomyias urichi
- Phylloscartes beckeri
- Phylloscartes ceciliae
- Phylloscartes lanyoni
- Phylloscartes roquettei
- Tyrannus cubensis

##### Vangidae
- Xenopirostris damii

##### Vireonidae
- Vireo masteri

##### Zosteropidae
- Madanga ruficollis
- Zosterops conspicillatus
- Zosterops flavus
- Zosterops luteirostris
- Zosterops modestus
- Zosterops tenuirostris

#### Pelecaniformes

##### Phalacrocoracidae
- Phalacrocorax featherstoni
- Phalacrocorax harrisi
- Phalacrocorax neglectus

##### Sulidae
- Papasula abbotti

#### Piciformes

##### Ramphastidae
- Aulacorhynchus huallagae
- Capito hypoleucus

#### Podicipediformes

##### Podicipedidae
- Podiceps gallardoi
- Rollandia microptera

#### Procellariiformes

##### Diomedeidae
- Diomedea sanfordi
- Phoebastria nigripes
- Phoebetria fusca
- Thalassarche carteri
- Thalassarche chlororhynchos
- Thalassarche melanophrys

##### Hydrobatidae
- Oceanodroma homochroa

##### Pelecanoididae
- Pelecanoides garnotii

##### Procellariidae
- Pterodroma alba
- Pterodroma atrata
- Pterodroma axillaris
- Pterodroma baraui
- Pterodroma cahow
- Pterodroma hasitata
- Pterodroma incerta
- Pterodroma madeira
- Puffinus huttoni
- Puffinus newelli

#### Psittaciformes

##### Psittacidae
- Amazona imperialis
- Amazona oratrix
- Amazona rhodocorytha
- Amazona vinacea
- Amazona viridigenalis
- Anodorhynchus hyacinthinus
- Anodorhynchus leari
- Ara ambiguus
- Ara rubrogenys
- Aratinga brevipes
- Aratinga solstitialis
- Brotogeris pyrrhoptera
- Calyptorhynchus baudinii
- Calyptorhynchus latirostris
- Cyanoramphus cookii
- Cyanoramphus forbesi
- Eos histrio
- Eunymphicus uvaeensis
- Guaruba guarouba
- Lathamus discolor
- Loriculus flosculus
- Nestor meridionalis
- Prioniturus verticalis
- Psephotus chrysopterygius
- Psittacula eques
- Pyrrhura orcesi
- Pyrrhura pfrimeri
- Pyrrhura viridicata
- Rhynchopsitta pachyrhyncha
- Touit melanonotus
- Vini kuhlii
- Vini ultramarina

#### Sphenisciformes

##### Spheniscidae
- Eudyptes moseleyi
- Eudyptes sclateri
- Megadyptes antipodes
- Spheniscus mendiculus

#### Strigiformes

##### Strigidae
- Ketupa blakistoni
- Otus alfredi
- Otus beccarii
- Otus insularis
- Otus ireneae
- Otus thilohoffmanni
- Scotopelia ussheri
- Xenoglaux loweryi

##### Tytonidae
- Phodilus prigoginei
- Tyto nigrobrunnea

#### Struthioniformes

##### Apterygidae
- Apteryx mantelli

#### Trogoniformes

##### Trogonidae
- Apalharpactes reinwardtii

### Chondrichthyes

#### Carcharhiniformes

##### Carcharhinidae
- Carcharhinus borneensis
- Glyphis glyphis
- Lamiopsis temmincki

##### Scyliorhinidae
- Holohalaelurus favus
- Holohalaelurus punctatus

##### Sphyrnidae
- Sphyrna lewini
- Sphyrna mokarran

##### Triakidae
- Hemitriakis leucoperiptera
- Mustelus schmitti
- Triakis acutipinna

#### Rajiformes

##### Arhynchobatidae
- Atlantoraja castelnaui
- Bathyraja griseocauda

##### Dasyatidae
- Dasyatis laosensis
- Dasyatis margarita
- Himantura fluviatilis
- Himantura kittipongi
- Himantura oxyrhyncha
- Himantura signifer
- Pastinachus solocirostris
- Urogymnus ukpam

##### Myliobatidae
- Aetobatus flagellum
- Aetomylaeus maculatus
- Aetomylaeus vespertilio
- Mobula mobular
- Myliobatis hamlyni

##### Rajidae
- Dipturus laevis
- Leucoraja ocellata
- Malacoraja senta
- Raja undulata
- Rostroraja alba
- Zearaja maugeana

##### Rhinobatidae
- Rhinobatos cemiculus
- Rhinobatos rhinobatos
- Trygonorrhina melaleuca

##### Rhinopteridae
- Rhinoptera brasiliensis

##### Rhynchobatidae
- Rhynchobatus luebberti

##### Urolophidae
- Urolophus orarius

#### Squatiniformes

##### Squatinidae
- Squatina argentina
- Squatina formosa
- Squatina guggenheim
- Squatina occulta
- Squatina punctata

### Mammalia

#### Afrosoricida

##### Chrysochloridae
- Amblysomus marleyi
- Chrysospalax trevelyani
- Cryptochloris zyli
- Neamblysomus gunningi

##### Tenrecidae
- Microgale jenkinsae
- Microgale jobihely
- Micropotamogale lamottei

#### Carnivora
Ailuridae
- Ailurus fulgens

##### Canidae
- Canis simensis
- Cuon alpinus
- Lycaon pictus

##### Eupleridae
- Galidictis grandidieri

##### Felidae
- Leopardus jacobita
- Panthera tigris
- Panthera uncia
- Pardofelis badia
- Prionailurus planiceps
- Prionailurus viverrinus

##### Mustelidae
- Enhydra lutris
- Lontra felina
- Lontra provocax
- Lutra sumatrana
- Mustela lutreola
- Mustela nigripes
- Pteronura brasiliensis

##### Otariidae
- Arctocephalus galapagoensis
- Eumetopias jubatus
- Neophoca cinerea
- Zalophus wollebaeki

##### Phocidae
- Pusa caspica

##### Ursidae
- Ailuropoda melanoleuca

##### Viverridae
- Cynogale bennettii

#### Cetartiodactyla

##### Balaenidae
- Eubalaena glacialis
- Eubalaena japonica

##### Balaenopteridae
- Balaenoptera borealis
- Balaenoptera musculus
- Balaenoptera physalus

##### Bovidae
- Arabitragus jayakari
- Bos javanicus
- Bubalus arnee
- Bubalus depressicornis
- Bubalus quarlesi
- Capra caucasica
- Capra falconeri
- Capra walie
- Cephalophus jentinki
- Cephalophus spadix
- Gazella cuvieri
- Gazella leptoceros
- Gazella spekei
- Kobus megaceros
- Nilgiritragus hylocrius
- Oryx leucoryx
- Pantholops hodgsonii
- Procapra przewalskii
- Pseudois schaeferi
- Tragelaphus buxtoni

##### Cervidae
- Axis calamianensis
- Axis porcinus
- Dama mesopotamica
- Hippocamelus bisulcus
- Muntiacus vuquangensis
- Rucervus eldii
- Rusa alfredi

##### Delphinidae
- Cephalorhynchus hectori

##### Hippopotamidae
- Choeropsis liberiensis

##### Moschidae
- Moschus anhuiensis
- Moschus berezovskii
- Moschus chrysogaster
- Moschus cupreus
- Moschus fuscus
- Moschus leucogaster

##### Platanistidae
- Platanista gangetica

##### Suidae
- Babyrousa togeanensis
- Sus oliveri
- Sus verrucosus

##### Tayassuidae
- Catagonus wagneri

##### Tragulidae
- Tragulus nigricans

#### Chiroptera

##### Emballonuridae
- Balantiopteryx infusca
- Emballonura semicaudata

##### Furipteridae
- Amorphochilus schnablii

##### Hipposideridae
- Hipposideros durgadasi
- Hipposideros halophyllus
- Hipposideros hypophyllus
- Hipposideros orbiculus

##### Molossidae
- Tadarida bregullae
- Tadarida tomensis

##### Phyllostomidae
- Leptonycteris nivalis
- Lonchorhina fernandezi
- Lonchorhina marinkellei
- Platyrrhinus chocoensis
- Sturnira nana

##### Pteropodidae
- Acerodon humilis
- Acerodon jubatus
- Latidens salimalii
- Myonycteris brachycephala
- Neopteryx frosti
- Nyctimene rabori
- Pteralopex anceps
- Pteralopex atrata
- Pteralopex taki
- Pteropus capistratus
- Pteropus cognatus
- Pteropus fundatus
- Pteropus livingstonii
- Pteropus mariannus
- Pteropus melanopogon
- Pteropus niger
- Pteropus nitendiensis
- Pteropus pohlei

##### Rhinolophidae
- Rhinolophus cognatus
- Rhinolophus maclaudi
- Rhinolophus madurensis
- Rhinolophus ziama

##### Vespertilionidae
- Chalinolobus neocaledonicus
- Eptesicus japonensis
- Eptesicus malagasyensis
- Kerivoula africana
- Miniopterus fuscus
- Miniopterus robustior
- Murina ryukyuana
- Myotis findleyi
- Myotis peninsularis
- Myotis planiceps
- Myotis pruinosus
- Myotis sodalis
- Nyctalus azoreum
- Pipistrellus endoi
- Pipistrellus maderensis
- Plecotus teneriffae
- Rhogeessa genowaysi

#### Dasyuromorphia

##### Dasyuridae
- Dasyurus hallucatus
- Parantechinus apicalis
- Pseudantechinus mimulus
- Sarcophilus harrisii
- Sminthopsis psammophila

##### Myrmecobiidae
- Myrmecobius fasciatus

#### Diprotodontia

##### Macropodidae
- Dendrolagus goodfellowi
- Dendrolagus matschiei
- Dendrolagus notatus
- Lagostrophus fasciatus
- Onychogalea fraenata
- Petrogale persephone
- Thylogale calabyi
- Thylogale lanatus

##### Petauridae
- Dactylopsila tatei
- Gymnobelideus leadbeateri
- Petaurus gracilis

##### Phalangeridae
- Phalanger alexandrae
- Phalanger lullulae

##### Potoroidae
- Bettongia tropica
- Potorous longipes

#### Eulipotyphla

##### Erinaceidae
- Neohylomys hainanensis
- Podogymnura aureospinula

##### Solenodontidae
- Solenodon cubanus
- Solenodon paradoxus

##### Soricidae
- Chimarrogale phaeura
- Crocidura ansellorum
- Crocidura baileyi
- Crocidura bottegoides
- Crocidura canariensis
- Crocidura desperata
- Crocidura hikmiya
- Crocidura lanosa
- Crocidura miya
- Crocidura negrina
- Crocidura orii
- Crocidura phaeura
- Crocidura picea
- Crocidura stenocephala
- Crocidura tansaniana
- Crocidura tarella
- Crocidura telfordi
- Crocidura thomensis
- Crocidura usambarae
- Cryptotis endersi
- Cryptotis mera
- Feroculus feroculus
- Myosorex blarina
- Myosorex geata
- Myosorex kihaulei
- Myosorex okuensis
- Myosorex rumpii
- Solisorex pearsoni
- Sorex pribilofensis
- Suncus dayi
- Suncus fellowesgordoni
- Suncus mertensi
- Suncus zeylanicus
- Sylvisorex howelli
- Sylvisorex isabellae
- Sylvisorex morio

##### Talpidae
- Mogera etigo

#### Lagomorpha

##### Leporidae
- Caprolagus hispidus
- Lepus flavigularis
- Pentalagus furnessi
- Romerolagus diazi
- Sylvilagus graysoni
- Sylvilagus insonus
- Sylvilagus robustus

##### Ochotonidae
- Ochotona hoffmanni
- Ochotona iliensis
- Ochotona koslowi

#### Macroscelidea

##### Macroscelididae
- Rhynchocyon chrysopygus

#### Peramelemorphia

##### Peramelidae
- Echymipera davidi
- Perameles bougainville
- Peroryctes broadbenti
- Rhynchomeles prattorum

#### Perissodactyla

##### Equidae
- Equus grevyi
- Equus hemionus

##### Tapiridae
- Tapirus bairdii
- Tapirus indicus
- Tapirus pinchaque

#### Pholidota

##### Manidae
- Manis javanica
- Manis pentadactyla

#### Pilosa

##### Bradypodidae
- Bradypus torquatus

#### Primates

##### Atelidae
- Alouatta pigra
- Alouatta ululata
- Ateles belzebuth
- Ateles chamek
- Ateles geoffroyi
- Ateles marginatus
- Brachyteles arachnoides
- Lagothrix cana

##### Callitrichidae
- Callithrix flaviceps
- Leontopithecus chrysomelas
- Leontopithecus chrysopygus
- Leontopithecus rosalia
- Saguinus bicolor
- Saguinus leucopus

##### Cebidae
- Cebus robustus

##### Cercopithecidae
- Cercocebus galeritus
- Cercocebus sanjei
- Cercopithecus preussi
- Macaca maura
- Macaca munzala
- Macaca silenus
- Macaca sinica
- Macaca sylvanus
- Mandrillus leucophaeus
- Nasalis larvatus
- Presbytis comata
- Presbytis melalophos
- Presbytis potenziani
- Procolobus badius
- Procolobus gordonorum
- Procolobus kirkii
- Pygathrix nemaeus
- Pygathrix nigripes
- Rhinopithecus bieti
- Rhinopithecus brelichi
- Rhinopithecus roxellana
- Semnopithecus ajax
- Trachypithecus francoisi
- Trachypithecus geei
- Trachypithecus germaini
- Trachypithecus hatinhensis
- Trachypithecus phayrei
- Trachypithecus shortridgei
- Trachypithecus vetulus

##### Cheirogaleidae
- Microcebus berthae
- Microcebus ravelobensis
- Microcebus sambiranensis
- Microcebus tavaratra

##### Hominidae
- Gorilla beringei
- Pan paniscus
- Pan troglodytes
- Pongo pygmaeus

##### Hylobatidae
- Hoolock hoolock
- Hylobates agilis
- Hylobates albibarbis
- Hylobates klossii
- Hylobates lar
- Hylobates moloch
- Hylobates muelleri
- Hylobates pileatus
- Nomascus gabriellae
- Nomascus siki
- Symphalangus syndactylus

##### Indriidae
- Avahi cleesei
- Avahi occidentalis
- Indri indri
- Propithecus coquereli
- Propithecus coronatus
- Propithecus diadema
- Propithecus edwardsi
- Propithecus tattersalli

##### Lemuridae
- Eulemur cinereiceps
- Eulemur sanfordi
- Hapalemur aureus
- Varecia rubra

##### Lepilemuridae
- Lepilemur ankaranensis

##### Lorisidae
- Loris tardigradus
- Nycticebus javanicus

##### Pitheciidae
- Callicebus coimbrai
- Callicebus modestus
- Callicebus oenanthe
- Callicebus olallae
- Chiropotes albinasus
- Chiropotes utahickae

##### Tarsiidae
- Tarsius pelengensis
- Tarsius sangirensis

#### Proboscidea

##### Elephantidae
- Elephas maximus

#### Rodentia

##### Capromyidae
- Mesocapromys angelcabrerai
- Mesocapromys auritus
- Mysateles gundlachi
- Plagiodontia aedium

##### Cricetidae
- Euryoryzomys lamia
- Habromys simulatus
- Kunsia fronto
- Megadontomys cryophilus
- Megadontomys nelsoni
- Megadontomys thomasi
- Microtus oaxacensis
- Microtus umbrosus
- Mindomys hammondi
- Nelsonia goldmani
- Neotoma angustapalata
- Neotoma bryanti
- Neusticomys mussoi
- Oryzomys gorgasi
- Oxymycterus hucucha
- Oxymycterus josei
- Peromyscus madrensis
- Peromyscus melanocarpus
- Peromyscus melanurus
- Peromyscus ochraventer
- Peromyscus sejugis
- Peromyscus winkelmanni
- Phyllotis definitus
- Reithrodontomys bakeri
- Reithrodontomys raviventris
- Rheomys mexicanus
- Sigmodon planifrons
- Thomasomys hylophilus
- Thomasomys monochromos
- Wilfredomys oenax
- Xenomys nelsoni

##### Ctenomyidae
- Ctenomys australis
- Ctenomys bonettoi
- Ctenomys flamarioni
- Ctenomys occultus
- Ctenomys pilarensis
- Ctenomys rionegrensis

##### Dasyproctidae
- Dasyprocta ruatanica

##### Diatomyidae
- Laonastes aenigmamus

##### Dipodidae
- Sicista armenica
- Sicista kazbegica

##### Echimyidae
- Callistomys pictus
- Phyllomys brasiliensis
- Phyllomys lundi
- Phyllomys thomasi
- Trinomys eliasi
- Trinomys moojeni
- Trinomys yonenagae

##### Geomyidae
- Zygogeomys trichopus

##### Heteromyidae
- Dipodomys ingens
- Dipodomys stephensi
- Heteromys nelsoni
- Heteromys oasicus
- Liomys spectabilis
- Perognathus alticolus

##### Muridae
- Apodemus gurkha
- Batomys russatus
- Bunomys prolatus
- Chiropodomys karlkoopmani
- Crateromys heaneyi
- Crateromys schadenbergi
- Dasymys montanus
- Desmomys yaldeni
- Diplothrix legata
- Echiothrix leucura
- Gerbillus hesperinus
- Grammomys gigas
- Hadromys humei
- Hapalomys longicaudatus
- Hybomys badius
- Hybomys basilii
- Hylomyscus baeri
- Lamottemys okuensis
- Leopoldamys siporanus
- Lophuromys dieterleni
- Lophuromys eisentrauti
- Lophuromys rahmi
- Mallomys gunung
- Maxomys pagensis
- Maxomys wattsi
- Melomys aerosus
- Melomys bannisteri
- Melomys caurinus
- Melomys matambuai
- Melomys talaudium
- Meriones dahli
- Mus famulus
- Mus fernandoni
- Nesokia bunnii
- Nesoromys ceramicus
- Notomys aquilo
- Otomys barbouri
- Otomys burtoni
- Paraleptomys rufilatus
- Paramelomys gressitti
- Paulamys naso
- Pogonomys fergussoniensis
- Praomys hartwigi
- Praomys morio
- Praomys obscurus
- Pseudomys fumeus
- Rattus burrus
- Rattus hainaldi
- Rattus lugens
- Rattus montanus
- Rattus ranjiniae
- Rattus simalurensis
- Rattus vandeuseni
- Solomys salebrosus
- Solomys sapientis
- Sundamys maxi
- Tokudaia osimensis
- Tokudaia tokunoshimensis
- Uromys neobritannicus
- Uromys rex
- Vandeleuria nilagirica
- Vandeleuria nolthenii

##### Nesomyidae
- Brachytarsomys villosa
- Eliurus penicillatus
- Hypogeomys antimena
- Macrotarsomys ingens
- Mystromys albicaudatus
- Nesomys lambertoni
- Voalavo antsahabensis

##### Sciuridae
- Ammospermophilus nelsoni
- Cynomys mexicanus
- Cynomys parvidens
- Hylopetes sipora
- Iomys sipora
- Marmota sibirica
- Paraxerus vincenti
- Petinomys lugens
- Pteromyscus pulverulentus
- Spermophilus atricapillus
- Spermophilus brunneus
- Spermophilus perotensis
- Sundasciurus fraterculus
- Tamias palmeri
- Tamiasciurus mearnsi

##### Spalacidae
- Spalax arenarius
- Tachyoryctes macrocephalus

#### Scandentia

##### Tupaiidae
- Tupaia chrysogaster
- Tupaia nicobarica

### Reptilia

#### Crocodylia

##### Crocodylidae
- Tomistoma schlegelii

#### Squamata

##### Agamidae
- Calotes liocephalus
- Ceratophora tennentii

##### Anguidae
- Abronia chiszari
- Abronia deppii
- Abronia fuscolabialis
- Abronia graminea
- Abronia martindelcampoi
- Abronia matudai
- Barisia herrerae
- Barisia rudicollis
- Gerrhonotus parvus
- Mesaspis juarezi
- Ophisaurus ceroni

##### Anniellidae
- Anniella geronimensis

##### Boidae
- Aspidites ramsayi

##### Bolyeridae
- Casarea dussumieri

##### Chamaeleonidae
- Bradypodion setaroi
- Calumma tigris

##### Colubridae
- Adelphicos daryi
- Alsophis rijersmai
- Alsophis rufiventris
- Calamodontophis ronaldoi
- Chersodromus rubriventris
- Ficimia hardyi
- Hierophis cypriensis
- Hologerrhum dermali
- Lamprophis geometricus
- Liophis ornatus
- Liophis perfuscus
- Lycognathophis seychellensis
- Oligodon meyerinkii
- Opisthotropis alcalai
- Pituophis ruthveni
- Pseudorabdion montanum
- Pseudoxyrhopus kely
- Rhadinaea marcellae
- Rhadinaea montana
- Tantilla flavilineata
- Tantilla oolitica
- Tantilla shawi
- Telescopus hoogstraali
- Thamnophis melanogaster
- Thamnophis mendax

##### Crotaphytidae
- Crotaphytus antiquus
- Gambelia sila

##### Gekkonidae
- Cyrtopodion amictophole
- Luperosaurus joloensis
- Luperosaurus macgregori
- Nephrurus deleani
- Phelsuma guentheri
- Sphaerodactylus micropithecus

##### Iguanidae
- Brachylophus fasciatus
- Ctenosaura flavidorsalis
- Ctenosaura quinquecariniata
- Cyclura rileyi

##### Lacertidae
- Acanthodactylus ahmaddisii
- Acanthodactylus blanci
- Acanthodactylus schreiberi
- Algyroides marchi
- Darevskia bendimahiensis
- Darevskia clarkorum
- Darevskia rostombekovi
- Darevskia uzzelli
- Iberolacerta aranica
- Iberolacerta aurelioi
- Iberolacerta cyreni
- Parvilacerta fraasii
- Phoenicolacerta kulzeri
- Podarcis carbonelli
- Podarcis cretensis
- Podarcis lilfordi
- Psammodromus microdactylus

##### Phrynosomatidae
- Sceloporus chaneyi
- Sceloporus cyanostictus
- Sceloporus goldmani
- Uma exsul
- Uma inornata
- Urosaurus auriculatus

##### Polychrotidae
- Anolis breedlovei
- Anolis hobartsmithi
- Anolis pygmaeus

##### Scincidae
- Brachymeles vermis
- Chalcides mauritanicus
- Chalcides parallelus
- Chalcides simonyi
- Eulamprus leuraensis
- Janetaescincus braueri
- Janetaescincus veseyfitzgeraldi
- Lerista vittata
- Sphenomorphus biparietalis
- Tiliqua adelaidensis

##### Typhlopidae
- Ramphotyphlops suluensis
- Typhlops monensis

##### Varanidae
- Varanus mabitang

##### Viperidae
- Cerrophidion barbouri
- Crotalus pusillus
- Macrovipera schweizeri
- Montivipera albizona
- Montivipera bornmuelleri
- Ophryacus melanurus
- Vipera kaznakovi
- Vipera latifii
- Vipera magnifica
- Vipera pontica

##### Xantusiidae
- Lepidophyma lipetzi

##### Xenosauridae
- Xenosaurus newmanorum
- Xenosaurus platyceps

#### Testudines

##### Chelidae
- Chelodina pritchardi
- Elseya belli
- Elusor macrurus
- Mesoclemmys hogei

##### Cheloniidae
- Caretta caretta
- Chelonia mydas

##### Emydidae
- Glyptemys muhlenbergii
- Graptemys flavimaculata
- Graptemys oculifera
- Pseudemys alabamensis
- Terrapene coahuila
- Trachemys adiutrix
- Trachemys taylori

##### Geoemydidae
- Batagur dhongoka
- Batagur trivittata
- Chinemys megalocephala
- Chinemys nigricans
- Chinemys reevesii
- Cuora flavomarginata
- Cuora mouhotii
- Geoemyda japonica
- Geoemyda spengleri
- Heosemys annandalii
- Heosemys spinosa
- Mauremys mutica
- Ocadia sinensis
- Orlitia borneensis
- Pangshura sylhetensis
- Sacalia bealei
- Sacalia quadriocellata
- Vijayachelys silvatica

##### Platysternidae
- Platysternon megacephalum

##### Podocnemididae
- Podocnemis lewyana

##### Testudinidae
- Indotestudo elongata
- Indotestudo forstenii
- Manouria emys
- Psammobates geometricus

##### Trionychidae
- Chitra indica
- Nilssonia formosa
- Palea steindachneri
- Pelochelys cantorii
- Rafetus euphraticus

## Cnidaria

### Anthozoa

#### Scleractinia

##### Acroporidae
- Acropora roseni
- Acropora rudis
- Acropora suharsonoi
- Anacropora spinosa
- Isopora togianensis
- Montipora dilatata
- Montipora setosa

##### Faviidae
- Montastraea annularis
- Montastraea faveolata
- Parasimplastrea sheppardi

##### Fungiidae
- Cantharellus noumeae
- Lithophyllon ranjithi

##### Meandrinidae
- Ctenella chagius

##### Merulinidae
- Hydnophora bonsai

##### Mussidae
- Lobophyllia serratus

##### Pectiniidae
- Pectinia maxima

##### Pocilloporidae
- Pocillopora fungiformis
- Stylophora madagascarensis

##### Poritidae
- Alveopora excelsa
- Alveopora minuta
- Porites desilveri
- Porites eridani
- Porites ornata

### Hydrozoa

#### Milleporina

##### Milleporidae
- Millepora striata
- Millepora tuberosa

## Mollusca

### Bivalvia

#### Unionoida

##### Etheriidae
- Pseudomulleria dalyi

##### Hyriidae
- Diplodon dunkerianus
- Diplodon fontaineanus

##### Margaritiferidae
- Margaritifera margaritifera
- Margaritifera marrianae

##### Unionidae
- Alasmidonta arcula
- Alasmidonta atropurpurea
- Alasmidonta heterodon
- Cyprogenia aberti
- Disconaias salinasensis
- Elliptio chipolaensis
- Elliptio spinosa
- Elliptoideus sloatianus
- Fusconaia escambia
- Fusconaia masoni
- Lampsilis abrupta
- Lampsilis altilis
- Lampsilis cariosa
- Lampsilis higginsii
- Lampsilis powellii
- Lampsilis rafinesqueana
- Medionidus acutissimus
- Medionidus walkeri
- Obovaria rotulata
- Pleurobema decisum
- Pleurobema pyriforme
- Potamilus amphichaenus
- Potamilus inflatus

### Gastropoda

#### Architaenioglossa

##### Almacsigafélék
- Lanistes alexandri
- Lanistes farleri
- Lanistes nasutus
- Lanistes nyssanus
- Lanistes solidus
- Lanistes stuhlmanni

##### Cyclophoridae
- Adelopoma stolli
- Boucardicus carylae
- Boucardicus culminans
- Boucardicus curvifolius
- Boucardicus delicatus
- Boucardicus divei
- Boucardicus esetrae
- Boucardicus magnilobatus
- Boucardicus mahermanae
- Boucardicus randalanai
- Boucardicus victorhernandezi
- Cyathopoma picardense

##### Diplommatinidae
- Arinia biplicata
- Arinia streptaxiformis
- Opisthostoma dormani
- Opisthostoma simplex

##### Viviparidae
- Bellamya constricta
- Bellamya contracta
- Bellamya crawshayi
- Bellamya leopoldvillensis
- Bellamya mweruensis
- Bellamya pagodiformis
- Bellamya phthinotropis
- Bellamya robertsoni
- Bellamya rubicunda
- Bellamya trochearis
- Cipangopaludina dianchiensis
- Margarya bicostata
- Margarya mansuyi
- Margarya melanoides
- Notopala sublineata
- Tulotoma magnifica

#### Cycloneritimorpha

##### Helicinidae
- Helicina rostrata

#### Hygrophila

##### Planorbidae
- Afrogyrus rodriguezensis
- Afrogyrus starmuehlneri
- Ancylus ashangiensis
- Biomphalaria tchadiensis
- Bulinus succinoides
- Glyptophysa petiti

#### Littorinimorpha

##### Assimineidae
- Assiminea pecos
- Omphalotropis hieroglyphica

##### Bithyniidae
- Gabbiella tchadiensis

##### Hydrobiidae
- Antrobia culveri
- Beddomeia capensis
- Beddomeia fallax
- Beddomeia minima
- Bythiospeum geyeri
- Bythiospeum noricum
- Bythiospeum pfeifferi
- Bythiospeum reisalpense
- Bythiospeum tschapecki
- Fonscochlea billakalina
- Graziana klagenfurtensis
- Hauffenia danubialis
- Hauffenia kerschneri
- Hauffenia wienerwaldensis
- Hemistoma beaumonti
- Hemistoma pusillior
- Heterocyclus perroquini
- Heterocyclus petiti
- Hydrobia guyenoti
- Iglica kleinzellensis
- Jardinella acuminata
- Jardinella jesswiseae
- Jardinella pallida
- Moominia willii
- Pyrgulopsis agarhecta
- Pyrgulopsis aloba
- Pyrgulopsis avernalis
- Pyrgulopsis cruciglans
- Somatogyrus virginicus
- Trochidrobia inflata

##### Pomatiidae
- Tropidophora articulata
- Tropidophora deburghiae
- Tropidophora gardineri

##### Pomatiopsidae
- Tomicha rogersi
- Tomichia differens
- Tomichia ventricosa
- Tomichia zwellendamensis
- Tricula montana

#### Sorbeoconcha

##### Pleuroceridae
- Io fluvialis

##### Thiaridae
- Anceya terebriformis
- Bathanalia howesi
- Hirthia littorina
- Martelia tanganyicensis
- Paludomus ajanensis
- Stanleya neritinoides

#### Stylommatophora

##### Acavidae
- Ampelita fulgurata
- Ampelita julii
- Stylodonta studeriana

##### Achatinellidae
- Newcombia canaliculata
- Newcombia cumingi
- Newcombia lirata
- Newcombia perkinsi
- Newcombia pfeifferi
- Newcombia sulcata
- Partulina mighelsiana
- Partulina perdix
- Partulina physa
- Partulina proxima
- Partulina redfieldi
- Partulina semicarinata
- Partulina splendida
- Partulina tappaniana
- Partulina tessellata
- Partulina variabilis
- Perdicella helena

##### Amastridae
- Leptachatina lepida

##### Camaenidae
- Amplirhagada astuta
- Amplirhagada questroana
- Cristilabrum bubulum
- Cristilabrum buryillum
- Cristilabrum grossum
- Cristilabrum solitudum
- Cupedora evandaleana
- Damochlora millepunctata
- Glyptorhagada silveri
- Kimboraga exanimus
- Meridolum corneovirens
- Mouldingia orientalis
- Thersites mitchellae

##### Cerastidae
- Pachnodus becketti
- Pachnodus fregatensis
- Pachnodus kantilali
- Pachnodus niger
- Pachnodus ornatus

##### Charopidae
- Orangia cookei
- Orangia sporadica
- Pilula mahesiana
- Ptychodon schuppi
- Radioconus riochcoensis
- Radiodiscus amdenus
- Trachycystis haygarthi

##### Chlamydephoridae
- Chlamydephorus purcelli

##### Cochlicopidae
- Cryptazeca kobelti

##### Discidae
- Discus guerinianus

##### Endodontidae
- Hirasea acutissima
- Hirasea chichijimana
- Hirasea diplomphalus
- Hirasea insignis
- Hirasea operculina
- Thaumatodon hystricelloides

##### Euconulidae
- Ctenophila caldwelli
- Ctenophila setiliris
- Dancea rodriguezensis
- Dupontia perlucida
- Hacrochlamys lineolatus
- Lamprocystis hahajimana

##### Helicarionidae
- Advena charon
- Dolapex amiculus
- Erepta odontina
- Kaliella aldabra
- Lutilodix imitratrix
- Mathewsoconcha belli
- Thapsia buraensis
- Thapsia snelli

##### Helicidae
- Helix texta
- Leptaxis caldeirarum
- Leptaxis wollastoni
- Tacheocampylaea tacheoides

##### Helminthoglyptidae
- Helminthoglypta callistoderma

##### Hygromiidae
- Discula bulverii
- Discula tabellata
- Geomitra moniziana
- Geomitra tiarella
- Serratorotula coronata

##### Orthalicidae
- Boninena callistoderma
- Boninena hiraseana
- Boninena ogasawarae
- Bothriembryon perobesus
- Bothriembryon praecelcus
- Bulimulus cinerarius
- Bulimulus cucullinus
- Bulimulus nux
- Bulimulus olla
- Bulimulus perspectivus
- Bulimulus planospira
- Bulimulus rugulosus

##### Parmacellidae
- Parmacella tenerifensis

##### Partulidae
- Eua zebrina
- Samoana conica
- Samoana thurstoni

##### Polygyridae
- Mesodon clenchi

##### Rhytididae
- Occirhenea georgiana
- Victaphanta compacta

##### Streptaxidae
- Careoradula perelegans
- Edentulina moreleti
- Glabrennea gardineri
- Gonospira deshayesi
- Gonospira uvula
- Gulella antelmeana
- Gulella aprosdoketa
- Gulella claustralis
- Gulella taitensis
- Imperturbatia constans
- Imperturbatia violescens
- Microstrophia modesta

##### Strophocheilidae
- Megalobulimus fragilion
- Megalobulimus lopesi
- Megalobulimus parafragilior

##### Subulinidae
- Euonyma curtissima
- Subuliniscus arambourgi

##### Succineidae
- Quickia aldabrensis
- Succinea piratarum
- Succinea quadrasi

##### Vertiginidae
- Truncatellina arcyensis

##### Vitrinidae
- Plutonia reticulata

##### Zonitidae
- Trochomorpha apia
- Zonitoides jaccetanicus

#### Systellommatophora

##### Veronicellidae
- Laevicaulis haroldi

#### Vetigastropoda

##### Haliotidae
- Haliotis kamtschatkana

## Onychophora

### Onychophora

#### Onychophora

##### Peripatidae
- Macroperipatus insularis

##### Peripatopsidae
- Tasmanipatus anophthalmus